# Segunda División de España 2017-18
La Segunda División de España 2017-18 (también conocida como LaLiga2 o por motivos de patrocinio LaLiga 1|2|3) fue la 87.ª edición de la competición. El torneo lo organiza la Liga de Fútbol Profesional. Esta temporada llega como debutante el Lorca Fútbol Club y su estadio será el Francisco Artés Carrasco.

## Sistema de competición
La Segunda División de España 2017-18 estará organizada por la Liga Nacional de Fútbol Profesional (LFP).
Como en temporadas precedentes, constará de un grupo único integrado por 22 clubes de toda la geografía española. Siguiendo un sistema de liga, los 22 equipos se enfrentaran todos contra todos en dos ocasiones —una en campo propio y otra en campo contrario— sumando un total de 42 jornadas. El orden de los encuentros se decidirá por sorteo antes de empezar la competición.
La clasificación final se establecerá con arreglo a los puntos obtenidos en cada enfrentamiento, a razón de tres por partido ganado, uno por empatado y ninguno en caso de derrota. Si al finalizar el campeonato dos equipos igualasen a puntos, los mecanismos para desempatar la clasificación son los siguientes:
1. El que tenga una mayor diferencia entre goles a favor y en contra en los enfrentamientos entre ambos.
2. Si persiste el empate, se tendrá en cuenta la diferencia de goles a favor y en contra en todos los encuentros del campeonato.

Si el empate a puntos se produce entre tres o más clubes, los sucesivos mecanismos de desempate son los siguientes:
1. La mejor puntuación de la que a cada uno corresponda a tenor de los resultados de los partidos jugados entre sí por los clubes implicados.
2. La mayor diferencia de goles a favor y en contra, considerando únicamente los partidos jugados entre sí por los clubes implicados.
3. La mayor diferencia de goles a favor y en contra teniendo en cuenta todos los encuentros del campeonato.
4. El mayor número de goles a favor teniendo en cuenta todos los encuentros del campeonato.
5. El club mejor clasificado con arreglo a los baremos de fair play.

### Efectos de la clasificación
El equipo que más puntos sume al final del campeonato será proclamado campeón de la Liga de Segunda División y obtendrá automáticamente el ascenso a Primera División para la próxima temporada, junto con el subcampeón. Los cuatro siguientes clasificados —puestos del 3.º al 6.º, excluyendo los equipos filiales que ocupen dichas posiciones en la tabla— disputarán un play-off por eliminación directa a doble partido —ida y vuelta— cuyo vencedor final obtendrá también la promoción de categoría. Las plazas en Segunda División de los tres equipos ascendidos serán cubiertas la próxima temporada por los tres últimos clasificados, esta temporada, en Primera.
Por su parte, los cuatro últimos clasificados de Segunda División —puestos del 19.º al 22.º— serán descendidos a Segunda División B. De esta, ascenderán los cuatro ganadores de la promoción.

## Ascensos y descensos
Un total de 22 equipos disputan la liga, incluyendo quince equipos de la temporada anterior, cuatro ascendidos de Segunda B y tres descendidos de Primera División.
| Pos. | Ascendidos a 1.ª División |
| ---- | ------------------------- |
| 1º   | Levante U. D.             |
| 2º   | Girona F. C               |
| 3º   | Getafe C. F.              |

| Pos. | Descendidos de 1.ª División |
| ---- | --------------------------- |
| 18.º | Real Sporting de Gijón      |
| 19.º | C. A. Osasuna               |
| 20.º | Granada C. F.               |

| Pos. | Descendidos a 2.ª División B |
| ---- | ---------------------------- |
| 19.º | UCAM Murcia C. F.            |
| 20.º | R. C. D. Mallorca            |
| 21.º | Elche C. F                   |
| 22.º | C.D. Mirandés                |

| Pos.      | Ascendidos de 2.ª División B |
| --------- | ---------------------------- |
| 1.º (IV)  | Lorca C. F.                  |
| 1.º (I)   | Cultural Leonesa             |
| 1.º (II)  | Albacete Balompié            |
| 1.º (III) | F. C. Barcelona "B"          |

## Equipos

### Datos de los equipos
| Equipo                 | Ciudad                 | Entrenador                       | Estadio                         | Aforo  | Marca       | Patrocinador principal | Otros patrocinadores                         |
| ---------------------- | ---------------------- | -------------------------------- | ------------------------------- | ------ | ----------- | ---------------------- | -------------------------------------------- |
| Albacete Balompié      | Albacete               | Enrique Martín                   | Carlos Belmonte                 | 18 000 | Hummel      | Soliss                 |                                              |
| Alcorcón               | Alcorcón               | Julio Velázquez                  | Santo Domingo                   | 5 100  | Kelme       | Wanabet                | Tres Aguas                                   |
| Almería                | Almería                | Fran Fernández                   | Juegos Mediterráneos            | 15 200 | Nike        | Urcisol.com            | Costa de Almería                             |
| Barcelona "B"          | Barcelona              | Francisco Javier García Pimienta | Miniestadi                      | 15 276 | Nike        | Rakuten                | 2 patrocinadoresUnicef Beko                  |
| Cádiz                  | Cádiz                  | Álvaro Cervera                   | Ramón de Carranza               | 25 033 | Adidas      | Torrot                 | Puerto y Bahía                               |
| Córdoba                | Córdoba                | José Ramón Sandoval              | Nuevo Arcángel                  | 21 822 | Kappa       | Tango                  |                                              |
| Cultural Leonesa       | León                   | Rubén de la Barrera              | Reino de León                   | 13 451 | Hummel      | Aspire Academy         | Nakheel Landscapes                           |
| Gimnàstic de Tarragona | Tarragona              | José Antonio Gordillo            | Nou Estadi                      | 14 591 | Hummel      | Sorigué                | Catalunya Caixa                              |
| Granada                | Granada                | Miguel Ángel Portugal            | Nuevo Los Cármenes              | 22 524 | Joma        | Energy King            |                                              |
| Huesca                 | Huesca                 | Rubi                             | Estadio El Alcoraz              | 5 500  | Bemiser     | Simply Supermercados   |                                              |
| Lorca                  | Lorca                  | Fabri González                   | Francisco Artés Carrasco        | 8 120  | Hummel      |                        |                                              |
| Lugo                   | Lugo                   | Francisco Rodríguez Vílchez      | Anxo Carro                      | 8 168  | Hummel      | Estrella Galicia 0,0   | Abanca                                       |
| Numancia               | Soria                  | Jagoba Arrasate                  | Nuevo Estadio Los Pajaritos     | 9 025  | Erreà       |                        | Caja Rural                                   |
| Osasuna                | Pamplona               | Diego Martínez                   | El Sadar                        | 18 330 | Adidas      | Lacturale              |                                              |
| Rayo Vallecano         | Madrid                 | Míchel                           | Campo de Vallecas               | 14 790 | Kelme       | Bufete Rosales         | Nevir                                        |
| Real Oviedo            | Oviedo                 | Juan Antonio Anquela             | Carlos Tartiere                 | 30 500 | Adidas      | Huawei INTERprotección | Tartiere Auto Ayre Hoteles Integra Energía   |
| Real Valladolid        | Valladolid             | Sergio González                  | Estadio José Zorrilla           | 26 512 | Hummel      | Cuatro Rayas           |                                              |
| Real Zaragoza          | Zaragoza               | Natxo González                   | La Romareda                     | 34 596 | Adidas      | Caravan Fragancias     | Quirón                                       |
| Reus Deportiu          | Reus                   | Aritz López Garai                | Camp Nou Municipal              | 4 500  | Kappa       |                        |                                              |
| Sevilla Atlético       | Sevilla                | Luis Tevenet                     | Estadio Viejo Nervión           | 5 100  | New Balance | PlaySwop.com           |                                              |
| Sporting de Gijón      | Gijón                  | Rubén Baraja                     | El Molinón-Enrique Castro Quini | 30 000 | Nike        | Teslacard              | 2 patrocinadoresTernera Asturiana Air Europa |
| Tenerife               | Santa Cruz de Tenerife | Joseba Etxeberria                | Heliodoro Rodríguez López       | 24 000 | Hummel      | Egatesa                | Air Europa                                   |

### Comienzo de la pretemporada
La mayoría de los conjuntos fueron citados el lunes 10 de julio para dar inicio a la preparación física, táctica y técnica del equipo, siendo el CD Tenerife el último en incorporarse al trabajo, el miércoles 19 de julio.

### Cambios de entrenadores
| Equipo                 | Entrenador (jornadas)                                                                                  |
| ---------------------- | --- |
| Gimnàstic de Tarragona | Lluís Carreras (1-4) Antonio Rodríguez Saravia (5-24) Nano Rivas (25-39) José Antonio Gordillo (40-42) |
| Albacete Balompié      | José Manuel Aira (1-7) Enrique Martín (8-42)                                                           |
| Córdoba CF             | Luis Carrión (1-10) Juan Merino (11-17) Jorge Romero Sáez (18-26) José Ramón Sandoval (27-42)          |
| UD Almería             | Luis Miguel Ramis (1-14) Fran Fernández (15, 37-42) Lucas Alcaraz (16-36)                              |
| Sporting de Gijón      | Paco Herrera (1-18) Rubén Baraja (19-42)                                                               |
| Lorca FC               | Curro Torres (1-19) Jorge Pérez (20) Fabri González (21-42)                                            |
| CD Tenerife            | Pep Lluís Martí (1-25) Joseba Etxeberria (26-42)                                                       |
| Granada CF             | José Luis Oltra (1-31) Pedro Morilla (32-37) Miguel Ángel Portugal (38-42)                             |
| Real Valladolid        | Luis César Sampedro (1-34) Sergio González (35-42)                                                     |
| Barcelona "B"          | Gerard López (1-36) Francisco Javier García Pimienta (37-42)                                           |

### Equipos por comunidad autónoma
| \| Com. Autónoma \| N. \| Equipos \| \| ------------------- \| -- \| --------------------------------------------------------------------------- \| \| Andalucía \| 5 \| U. D. Almería, Cádiz C. F., Córdoba C. F., Granada C. F. y Sevilla Atlético \| \| Castilla y León \| 3 \| Cultural Leonesa, C. D. Numancia y Real Valladolid C. F. \| \| Cataluña \| 3 \| F. C. Barcelona "B", Gimnàstic de Tarragona y C. F. Reus Deportiu \| \| Asturias \| 2 \| Real Oviedo y Sporting de Gijón \| \| Comunidad de Madrid \| 2 \| A. D. Alcorcón y Rayo Vallecano \| \| Aragón \| 2 \| S. D. Huesca y Real Zaragoza \| \| Navarra \| 1 \| C. A. Osasuna \| \| Galicia \| 1 \| C. D. Lugo \| \| Castilla-La Mancha \| 1 \| Albacete Balompié \| \| Islas Canarias \| 1 \| C. D. Tenerife \| \| Región de Murcia \| 1 \| Lorca F. C. \| |    |                                                                             |
| Com. Autónoma | N. | Equipos                                                                     |
| Andalucía | 5  | U. D. Almería, Cádiz C. F., Córdoba C. F., Granada C. F. y Sevilla Atlético |
| Castilla y León | 3  | Cultural Leonesa, C. D. Numancia y Real Valladolid C. F.                    |
| Cataluña | 3  | F. C. Barcelona "B", Gimnàstic de Tarragona y C. F. Reus Deportiu           |
| Asturias | 2  | Real Oviedo y Sporting de Gijón                                             |
| Comunidad de Madrid | 2  | A. D. Alcorcón y Rayo Vallecano                                             |
| Aragón | 2  | S. D. Huesca y Real Zaragoza                                                |
| Navarra | 1  | C. A. Osasuna                                                               |
| Galicia | 1  | C. D. Lugo                                                                  |
| Castilla-La Mancha | 1  | Albacete Balompié                                                           |
| Islas Canarias | 1  | C. D. Tenerife                                                              |
| Región de Murcia | 1  | Lorca F. C.                                                                 |

## Televisión
| Canal              | Canal | N.º de partidos                                         | Tipo de elección |
| ------------------ | ----- | ------------------------------------------------------- | ---------------- |
| Movistar Partidazo |       | 1 por jornada y Play-off                                | 1ª elección      |
| Gol                |       | 2 por jornada                                           | 2ª elección      |
| LaLiga 1\|2\|3 TV  |       | 10 por jornada (todos excepto el de Movistar Partidazo) | 3ª elección      |

## Justicia deportiva
Los árbitros de cada partido serán designados por una comisión creada para tal objetivo e integrada por representantes de la LFP y la RFEF. En la temporada 2016/17, los colegiados de la categoría son los siguientes (se muestra entre paréntesis su antigüedad en la categoría):
- Saúl Ais Reig (3)
- Dámaso Arcediano Monescillo (7)
- Víctor Areces Franco (4)
- Adrián Cordero Vega (3)
- Guillermo Cuadra Fernández (3)
- Isidro Díaz de Mera Escuderos (2)
- Rubén Eiriz Mata (4)
- Jorge Figueroa Vázquez (6)
- Oliver de la Fuente Ramos (4)
- Aitor Gorostegui Fernández-Ortega (2)
- José Antonio López Toca (1) - debutante
- Luis Mario Milla Alvendiz (1) - debutante
- Álvaro Moreno Aragón (1) - debutante
- Daniel Ocón Arráiz (7)
- Valentín Pizarro Gómez (4)
- Eduardo Prieto Iglesias (5)
- Juan Luis Pulido Santana (2)
- David Pérez Pallas (6)
- Gorka Sagués Oscoz (6)
- Jorge Valdés Aller (8)
- Santiago Varón Aceitón (1) - debutante
- Iñaki Vicandi Garrido (4)

## Clasificación
| Pos. | Equipo                    | Pts. | PJ | G  | E  | P  | GF | GC | Dif. | Notas                         |
| ---- | ------------------------- | ---- | -- | -- | -- | -- | -- | -- | ---- | ----------------------------- |
| 1    | Rayo Vallecano (C, A)     | 76   | 42 | 21 | 13 | 8  | 67 | 48 | +19  | Ascenso a Primera División    |
| 2    | S. D. Huesca (A)          | 75   | 42 | 21 | 12 | 9  | 61 | 40 | +21  | Ascenso a Primera División    |
| 3    | Real Zaragoza             | 71   | 42 | 20 | 11 | 11 | 57 | 44 | +13  | Acceso a Play-offs de ascenso |
| 4    | Sporting de Gijón         | 71   | 42 | 21 | 8  | 13 | 60 | 40 | +20  | Acceso a Play-offs de ascenso |
| 5    | Real Valladolid C. F. (A) | 67   | 42 | 19 | 10 | 13 | 69 | 55 | +14  | Acceso a Play-offs de ascenso |
| 6    | C. D. Numancia            | 65   | 42 | 18 | 11 | 13 | 52 | 41 | +11  | Acceso a Play-offs de ascenso |
| 7    | Real Oviedo               | 65   | 42 | 18 | 11 | 13 | 54 | 48 | +6   |                               |
| 8    | C. A. Osasuna             | 64   | 42 | 16 | 16 | 10 | 44 | 34 | +10  |                               |
| 9    | Cádiz C. F.               | 64   | 42 | 16 | 16 | 10 | 42 | 29 | +13  |                               |
| 10   | Granada C. F.             | 61   | 42 | 17 | 10 | 15 | 55 | 50 | +5   |                               |
| 11   | C. D. Tenerife            | 59   | 42 | 15 | 14 | 13 | 58 | 50 | +8   |                               |
| 12   | C. D. Lugo                | 55   | 42 | 15 | 10 | 17 | 39 | 48 | −9   |                               |
| 13   | A. D. Alcorcón            | 52   | 42 | 12 | 16 | 14 | 37 | 42 | −5   |                               |
| 14   | C. F. Reus Deportiu       | 52   | 42 | 12 | 16 | 14 | 31 | 42 | −11  |                               |
| 15   | Gimnàstic de Tarragona    | 52   | 42 | 15 | 7  | 20 | 44 | 50 | −6   |                               |
| 16   | Córdoba C. F.             | 51   | 42 | 15 | 6  | 21 | 57 | 65 | −8   |                               |
| 17   | Albacete Balompié         | 49   | 42 | 11 | 16 | 15 | 35 | 46 | −11  |                               |
| 18   | U. D. Almería             | 48   | 42 | 12 | 12 | 18 | 38 | 45 | −7   |                               |
| 19   | Cultural Leonesa (D)      | 48   | 42 | 11 | 15 | 16 | 54 | 67 | −13  | Descenso de categoría         |
| 20   | F. C. Barcelona "B" (D)   | 44   | 42 | 10 | 14 | 18 | 46 | 54 | −8   | Descenso de categoría         |
| 21   | Lorca F. C. (D)           | 33   | 42 | 8  | 9  | 25 | 37 | 68 | −31  | Descenso de categoría         |
| 22   | Sevilla Atlético (D)      | 32   | 42 | 7  | 11 | 24 | 29 | 60 | −31  | Descenso de categoría         |

Actualizado a los partidos jugados el 2 de junio de 2018.
 Fuente: Soccerway
Criterios de clasificación: Puntos · Enfrentamientos directos · Diferencia de goles · Goles a favor · Puntos fair-play · Play-off.

### Evolución de la clasificación
La tabla muestra las posiciones de los equipos después de cada semana de partidos. Con el fin de preservar el desarrollo cronológico, los partidos aplazados no se incluyen en la ronda en que fueron programados originalmente, sino que se agregan en la ronda completa que jugaron después. Por ejemplo, si un partido está programado para la jornada 13, pero luego se pospuso y se jugó entre las jornadas 16 y 17, se añadirá a la tabla de posiciones para la jornada 17.
| Equipo / Jornada | 1  | 2  | 3  | 4  | 5  | 6  | 7  | 8  | 9  | 10 | 11 | 12 | 13 | 14 | 15 | 16 | 17 | 18 | 19 | 20 | 21 | 22 | 23 | 24 | 25 | 26 | 27 | 28 | 29 | 30 | 31 | 32 | 33 | 34 | 35 | 36 | 37 | 38 | 39 | 40 | 41 | 42 |
| Equipo / Jornada |    |    |    |    |    |    |    |    |    |    |    |    |    |    |    |    |    |    |    |    |    |    |    |    |    |    |    |    |    |    |    |    |    |    |    |    |    |    |    |    |    |    |
| ---------------- | -- | -- | -- | -- | -- | -- | -- | -- | -- | -- | -- | -- | -- | -- | -- | -- | -- | -- | -- | -- | -- | -- | -- | -- | -- | -- | -- | -- | -- | -- | -- | -- | -- | -- | -- | -- | -- | -- | -- | -- | -- | -- |
| Rayo             | 2  | 3  | 7  | 13 | 14 | 10 | 14 | 9  | 7  | 5  | 6  | 6  | 7  | 8  | 6  | 6  | 4  | 6  | 4  | 4  | 5  | 4  | 7  | 4  | 4  | 3  | 2  | 2  | 2  | 2  | 1  | 2  | 2  | 2  | 2  | 1  | 1  | 1  | 1  | 2  | 1  | 1  |
| Huesca3          | 19 | 8  | 10 | 12 | 16 | 14 | 7  | 4  | 6  | 7  | 5  | 5  | 2  | 1  | 1  | 1  | 1  | 1  | 1  | 1  | 1  | 1  | 1  | 1  | 1  | 1  | 1  | 1  | 1  | 1  | 2  | 1  | 3  | 3  | 3  | 3  | 3  | 2  | 2  | 1  | 2  | 2  |
| Zaragoza         | 21 | 20 | 11 | 17 | 19 | 18 | 18 | 16 | 10 | 10 | 11 | 11 | 15 | 13 | 14 | 14 | 13 | 13 | 13 | 15 | 16 | 13 | 16 | 13 | 12 | 11 | 11 | 11 | 11 | 8  | 6  | 8  | 6  | 5  | 7  | 6  | 6  | 4  | 5  | 4  | 4  | 3  |
| Sporting         | 15 | 2  | 1  | 2  | 8  | 1  | 6  | 3  | 2  | 3  | 3  | 3  | 4  | 6  | 8  | 8  | 9  | 10 | 8  | 10 | 9  | 9  | 10 | 9  | 10 | 9  | 10 | 7  | 5  | 4  | 4  | 3  | 1  | 1  | 1  | 2  | 2  | 3  | 3  | 3  | 3  | 4  |
| Valladolid       | 18 | 9  | 4  | 4  | 2  | 6  | 2  | 7  | 4  | 6  | 7  | 7  | 8  | 9  | 7  | 9  | 11 | 12 | 10 | 9  | 10 | 10 | 9  | 10 | 9  | 10 | 8  | 9  | 10 | 10 | 9  | 9  | 7  | 11 | 11 | 9  | 9  | 8  | 7  | 5  | 6  | 5  |
| Numancia         | 6  | 4  | 2  | 8  | 1  | 2  | 1  | 2  | 3  | 4  | 8  | 8  | 6  | 3  | 4  | 7  | 5  | 4  | 6  | 5  | 4  | 5  | 8  | 7  | 5  | 7  | 6  | 6  | 8  | 9  | 8  | 10 | 8  | 6  | 5  | 5  | 4  | 5  | 6  | 7  | 8  | 6  |
| Oviedo           | 16 | 16 | 9  | 10 | 7  | 12 | 13 | 14 | 14 | 16 | 12 | 15 | 11 | 10 | 11 | 10 | 7  | 7  | 5  | 3  | 3  | 3  | 3  | 3  | 3  | 4  | 5  | 5  | 6  | 7  | 7  | 7  | 10 | 8  | 6  | 7  | 7  | 7  | 9  | 7  | 9  | 7  |
| Osasuna2         | 8  | 17 | 17 | 11 | 6  | 9  | 4  | 1  | 1  | 1  | 1  | 4  | 5  | 2  | 3  | 5  | 8  | 9  | 9  | 8  | 8  | 7  | 5  | 6  | 8  | 6  | 7  | 8  | 7  | 6  | 10 | 6  | 9  | 10 | 10 | 10 | 10 | 9  | 8  | 9  | 7  | 8  |
| Cádiz            | 3  | 6  | 3  | 1  | 3  | 3  | 8  | 13 | 12 | 11 | 15 | 16 | 12 | 11 | 9  | 4  | 3  | 3  | 2  | 2  | 2  | 2  | 2  | 2  | 2  | 2  | 3  | 4  | 4  | 3  | 3  | 4  | 4  | 4  | 4  | 4  | 5  | 6  | 4  | 6  | 5  | 9  |
| Granada          | 12 | 13 | 16 | 15 | 18 | 15 | 11 | 6  | 9  | 8  | 4  | 2  | 1  | 4  | 5  | 3  | 6  | 5  | 7  | 6  | 6  | 8  | 6  | 8  | 7  | 5  | 4  | 3  | 3  | 5  | 5  | 5  | 5  | 7  | 8  | 8  | 8  | 10 | 10 | 10 | 10 | 10 |
| Tenerife         | 7  | 1  | 5  | 6  | 10 | 4  | 10 | 5  | 8  | 9  | 9  | 9  | 10 | 7  | 10 | 11 | 12 | 8  | 11 | 11 | 11 | 11 | 11 | 12 | 13 | 12 | 12 | 12 | 12 | 12 | 12 | 12 | 11 | 9  | 9  | 11 | 11 | 11 | 11 | 11 | 11 | 11 |
| Lugo             | 13 | 21 | 20 | 18 | 12 | 7  | 3  | 8  | 5  | 2  | 2  | 1  | 3  | 5  | 2  | 2  | 2  | 2  | 3  | 7  | 7  | 6  | 4  | 5  | 6  | 8  | 9  | 10 | 9  | 11 | 11 | 11 | 12 | 12 | 12 | 12 | 12 | 12 | 12 | 12 | 12 | 12 |
| Alcorcón         | 11 | 15 | 8  | 3  | 5  | 11 | 15 | 18 | 18 | 20 | 17 | 13 | 17 | 17 | 13 | 13 | 14 | 14 | 16 | 12 | 12 | 16 | 12 | 16 | 16 | 14 | 14 | 16 | 17 | 18 | 18 | 15 | 15 | 16 | 15 | 15 | 15 | 16 | 17 | 14 | 14 | 13 |
| Reus             | 14 | 14 | 18 | 14 | 15 | 16 | 12 | 12 | 11 | 15 | 10 | 10 | 9  | 12 | 12 | 12 | 10 | 11 | 12 | 14 | 13 | 17 | 13 | 14 | 17 | 13 | 13 | 13 | 15 | 14 | 14 | 14 | 14 | 15 | 14 | 13 | 13 | 13 | 13 | 13 | 13 | 14 |
| Nàstic1 2        | 20 | 19 | 22 | 22 | 20 | 20 | 20 | 21 | 20 | 17 | 18 | 19 | 16 | 18 | 15 | 15 | 17 | 15 | 18 | 18 | 17 | 18 | 14 | 17 | 18 | 15 | 18 | 18 | 18 | 17 | 17 | 18 | 16 | 14 | 16 | 16 | 16 | 18 | 18 | 17 | 15 | 15 |
| Córdoba          | 17 | 7  | 15 | 19 | 13 | 17 | 19 | 17 | 17 | 19 | 20 | 20 | 21 | 22 | 22 | 22 | 22 | 22 | 22 | 20 | 20 | 21 | 20 | 20 | 20 | 20 | 20 | 20 | 20 | 20 | 20 | 20 | 20 | 20 | 20 | 19 | 19 | 19 | 19 | 19 | 16 | 16 |
| Albacete3        | 10 | 22 | 21 | 21 | 22 | 21 | 21 | 20 | 21 | 18 | 19 | 18 | 18 | 16 | 17 | 17 | 18 | 16 | 17 | 13 | 15 | 12 | 15 | 11 | 11 | 16 | 17 | 15 | 13 | 13 | 13 | 13 | 13 | 13 | 13 | 14 | 14 | 14 | 14 | 15 | 18 | 17 |
| Almería          | 5  | 5  | 12 | 7  | 11 | 5  | 5  | 11 | 15 | 14 | 16 | 17 | 20 | 20 | 19 | 20 | 15 | 18 | 14 | 16 | 14 | 14 | 17 | 19 | 15 | 18 | 16 | 14 | 14 | 15 | 16 | 17 | 18 | 17 | 17 | 18 | 18 | 17 | 15 | 16 | 19 | 18 |
| Cultural         | 22 | 11 | 6  | 9  | 4  | 8  | 9  | 10 | 13 | 12 | 13 | 12 | 14 | 15 | 16 | 16 | 16 | 19 | 15 | 17 | 18 | 15 | 18 | 15 | 19 | 19 | 19 | 19 | 19 | 19 | 19 | 19 | 19 | 19 | 18 | 17 | 17 | 15 | 16 | 18 | 17 | 19 |
| Barça B1         | 4  | 12 | 14 | 5  | 9  | 13 | 16 | 15 | 16 | 13 | 14 | 14 | 13 | 14 | 18 | 18 | 19 | 17 | 19 | 19 | 19 | 19 | 19 | 18 | 14 | 17 | 15 | 17 | 16 | 16 | 15 | 16 | 17 | 18 | 19 | 20 | 20 | 20 | 20 | 20 | 20 | 20 |
| Lorca            | 1  | 10 | 13 | 16 | 17 | 19 | 17 | 19 | 19 | 21 | 21 | 21 | 19 | 19 | 20 | 19 | 20 | 20 | 20 | 21 | 21 | 20 | 21 | 22 | 22 | 22 | 21 | 21 | 21 | 21 | 21 | 21 | 21 | 21 | 21 | 21 | 21 | 21 | 21 | 21 | 22 | 21 |
| Sevilla At.      | 9  | 18 | 19 | 20 | 21 | 22 | 22 | 22 | 22 | 22 | 22 | 22 | 22 | 21 | 21 | 21 | 21 | 21 | 21 | 22 | 22 | 22 | 22 | 21 | 21 | 21 | 22 | 22 | 22 | 22 | 22 | 22 | 22 | 22 | 22 | 22 | 22 | 22 | 22 | 22 | 21 | 22 |

Notas:
- 1 Posiciones de Barcelona B y Gimnàstic de la jornada 7 hasta la 12 con un partido pendiente por el aplazamiento del encuentro entre ambos en la jornada 7.
- 2 Posiciones de Osasuna y Gimnàstic de la jornada 17 hasta la 22 con un partido pendiente por el aplazamiento del encuentro entre ambos en la jornada 17.
- 3 Posiciones de Huesca y Albacete de la jornada 33 hasta la 34 con un partido pendiente por el aplazamiento del encuentro entre ambos en la jornada 33.

### Tabla de resultados cruzados
Victoria local 
 Empate 
 Victoria visitante 
| Local(↓)/Visitante(→)  | ALB | ALC | ALM | FCB | CAD | COR | CLE | GIM | GRA | HUE | LOR | LUG | NUM | OSA | RAY | OVI | REU | SEV | SPO | TEN | VAL | ZAR |
| ---------------------- | --- | --- | --- | --- | --- | --- | --- | --- | --- | --- | --- | --- | --- | --- | --- | --- | --- | --- | --- | --- | --- | --- |
| Albacete Balompié      |     | 2–0 | 2–0 | 0–0 | 1–1 | 0–3 | 0–0 | 0–1 | 2–1 | 0–0 | 2–1 | 0–1 | 1–0 | 0–0 | 0–1 | 2–1 | 0–1 | 2–1 | 2–2 | 1–2 | 2–1 | 0–0 |
| A. D. Alcorcón         | 1–0 |     | 2–0 | 1–1 | 1–0 | 1–2 | 0–0 | 1–0 | 1–2 | 1–1 | 1–1 | 0–1 | 0–1 | 0–0 | 4–0 | 2–0 | 3–0 | 0–0 | 0–0 | 1–1 | 0–0 | 1–1 |
| U. D. Almería          | 1–1 | 0–0 |     | 1–0 | 0–2 | 1–0 | 2–1 | 1–1 | 2–0 | 0–3 | 2–1 | 1–0 | 0–0 | 0–1 | 0–1 | 1–1 | 0–1 | 3–0 | 1–3 | 2–1 | 1–1 | 3–0 |
| F. C. Barcelona "B"    | 0–1 | 0–1 | 1–1 |     | 3–1 | 4–0 | 0–1 | 1–1 | 3–0 | 0–2 | 1–0 | 1–2 | 2–2 | 0–2 | 2–3 | 1–1 | 0–1 | 1–1 | 2–1 | 0–3 | 0–1 | 0–2 |
| Cádiz C. F.            | 2–0 | 0–0 | 0–0 | 3–1 |     | 2–0 | 2–2 | 2–0 | 1–0 | 1–1 | 0–0 | 1–1 | 0–0 | 0–2 | 0–0 | 2–1 | 1–0 | 4–1 | 0–0 | 1–1 | 1–0 | 2–0 |
| Córdoba                | 1–0 | 3–0 | 2–0 | 1–2 | 1–2 |     | 2–2 | 1–5 | 1–2 | 2–4 | 1–0 | 1–0 | 1–1 | 0–1 | 2–2 | 1–1 | 5–0 | 3–0 | 3–0 | 2–0 | 2–1 | 1–2 |
| Cultural Leonesa       | 0–0 | 2–2 | 0–0 | 1–1 | 0–1 | 2–1 |     | 2–0 | 1–1 | 3–2 | 2–1 | 1–1 | 2–2 | 2–1 | 2–3 | 2–0 | 2–0 | 2–1 | 0–2 | 3–2 | 4–4 | 0–1 |
| Gimnàstic de Tarragona | 3–1 | 0–3 | 0–1 | 0–0 | 0–0 | 0–2 | 5–3 |     | 2–0 | 1–2 | 0–2 | 3–0 | 0–0 | 0–2 | 2–0 | 1–2 | 1–2 | 2–1 | 0–4 | 1–2 | 1–0 | 0–2 |
| Granada C. F.          | 0–0 | 2–0 | 3–2 | 2–2 | 2–1 | 3–1 | 3–3 | 0–1 |     | 2–0 | 4–1 | 2–0 | 1–0 | 1–1 | 0–2 | 2–0 | 1–0 | 1–2 | 2–1 | 2–1 | 1–0 | 2–1 |
| S. D. Huesca           | 0–0 | 1–1 | 2–2 | 2–1 | 1–0 | 3–1 | 1–0 | 0–1 | 2–1 |     | 2–0 | 3–0 | 2–1 | 1–0 | 2–1 | 1–1 | 1–1 | 0–0 | 0–2 | 3–0 | 1–0 | 3–1 |
| Lorca F. C.            | 1–2 | 1–1 | 1–2 | 1–1 | 3–0 | 1–0 | 2–0 | 1–0 | 3–2 | 2–3 |     | 1–2 | 2–1 | 0–1 | 0–0 | 0–2 | 1–1 | 2–1 | 0–0 | 2–2 | 1–5 | 0–2 |
| C. D. Lugo             | 1–1 | 2–1 | 1–1 | 1–2 | 0–1 | 2–0 | 3–1 | 1–0 | 2–1 | 0–2 | 1–1 |     | 0–1 | 1–0 | 1–2 | 0–1 | 0–0 | 1–0 | 3–1 | 1–0 | 0–0 | 2–1 |
| C. D. Numancia         | 5–1 | 1–0 | 1–0 | 1–0 | 1–0 | 2–1 | 2–1 | 1–2 | 1–3 | 1–0 | 1–0 | 2–0 |     | 1–1 | 0–0 | 3–0 | 1–0 | 3–0 | 3–0 | 2–0 | 0–1 | 1–2 |
| C. A. Osasuna          | 1–0 | 2–3 | 2–1 | 2–2 | 1–0 | 1–1 | 2–1 | 0–2 | 0–0 | 1–1 | 1–0 | 1–1 | 2–2 |     | 1–1 | 2–1 | 0–0 | 1–1 | 2–0 | 0–1 | 4–2 | 1–2 |
| Rayo Vallecano         | 1–1 | 2–1 | 1–0 | 1–0 | 1–1 | 1–2 | 3–1 | 2–3 | 1–0 | 3–0 | 5–1 | 1–0 | 2–2 | 0–3 |     | 2-2 | 3–2 | 2–0 | 1–1 | 3–1 | 4–1 | 2–1 |
| Real Oviedo            | 0–0 | 0–1 | 2–1 | 0-0 | 1–0 | 2–0 | 3–0 | 1–0 | 2–1 | 2–1 | 2–0 | 3–2 | 3–1 | 1–0 | 2–3 |     | 3–0 | 2–1 | 2–1 | 1–1 | 1–2 | 2–2 |
| C. F. Reus             | 1–1 | 1–1 | 1–0 | 2–1 | 1–0 | 1–2 | 1–1 | 1–1 | 0–0 | 0–0 | 3–0 | 0–1 | 1–0 | 0–0 | 0–2 | 0–0 |     | 2–0 | 1–0 | 1–1 | 2–2 | 1–1 |
| Sevilla A. C.          | 1–2 | 1–0 | 0–3 | 3–1 | 0–0 | 1–1 | 1–2 | 1–0 | 0–0 | 0–1 | 3–2 | 1–1 | 2–1 | 0–1 | 0–0 | 0–1 | 0–1 |     | 0–1 | 1–1 | 1–2 | 2–2 |
| Sporting de Gijón      | 2–1 | 3–0 | 2–0 | 2–3 | 0–3 | 3–2 | 4–0 | 2–0 | 2–1 | 1–1 | 1–0 | 2–0 | 2–0 | 2–0 | 1–0 | 1–1 | 2–1 | 3–0 |     | 3–0 | 1–1 | 0–1 |
| C. D. Tenerife         | 1–1 | 4–0 | 0–0 | 1–3 | 1–1 | 5–1 | 2–0 | 2–0 | 2–2 | 2–4 | 2–0 | 3–1 | 1–1 | 0–0 | 2–2 | 3–1 | 3–0 | 2–0 | 1–0 |     | 0–0 | 1–0 |
| Real Valladolid C. F.  | 3–2 | 4–0 | 2–1 | 1–2 | 1–1 | 4–1 | 3–2 | 0–3 | 2–1 | 3–2 | 3–0 | 2–2 | 2–3 | 2–0 | 1–1 | 3–1 | 1–0 | 1–0 | 0–1 | 2–0 |     | 3–2 |
| Real Zaragoza          | 4–1 | 0–1 | 2–1 | 1–1 | 0–2 | 1–0 | 0–0 | 1–1 | 1–1 | 1–0 | 3–1 | 2–0 | 3–0 | 1–1 | 3–2 | 2–1 | 0–0 | 0–1 | 2–1 | 1–0 | 3–2 |     |

Nota: resultados según equipo local.

### Resultados
| Lorca FC               | 2 – 0 | Cultural Leonesa  | Francisco Artés Carrasco  | 18 de agosto | 20:00 | 4.919  | Varón Aceitón               | 4 | 0 |
| CD Tenerife            | 1 – 0 | Real Zaragoza     | Heliodoro Rodríguez López | 18 de agosto | 22:00 | 10.287 | Arcediano Monescillo        | 3 | 0 |
| AD Alcorcón            | 0 – 0 | Sporting de Gijón | Santo Domingo             | 19 de agosto | 19:00 | 2.864  | Sagués Oscoz                | 4 | 0 |
| CA Osasuna             | 1 – 1 | Sevilla Atlético  | El Sadar                  | 19 de agosto | 19:00 | 13.510 | Eiriz Mata                  | 9 | 0 |
| Córdoba CF             | 1 – 2 | Cádiz CF          | Nuevo Arcángel            | 19 de agosto | 20:30 | 11.528 | Gorostegui Fernández-Ortega | 1 | 0 |
| CD Numancia            | 1 – 0 | SD Huesca         | Los Pajaritos             | 19 de agosto | 20:30 | 2.533  | Ocón Arráiz                 | 8 | 0 |
| Real Valladolid        | 1 – 2 | Barça B           | José Zorrilla             | 19 de agosto | 22:00 | 7.123  | Pulido Santana              | 5 | 0 |
| Real Oviedo            | 2 – 3 | Rayo Vallecano    | Carlos Tartiere           | 20 de agosto | 19:00 | 12.330 | Cordero Vega                | 8 | 0 |
| Gimnàstic de Tarragona | 0 – 1 | UD Almería        | Nou Estadi                | 20 de agosto | 20:30 | 4.978  | De la Fuente Ramos          | 3 | 0 |
| Granada CF             | 0 – 0 | Albacete Balompié | Los Cármenes              | 20 de agosto | 22:00 | 10.952 | Moreno Aragón               | 5 | 0 |
| CD Lugo                | 0 – 0 | Reus Deportiu     | Anxo Carro                | 21 de agosto | 20:00 | 3.187  | López Toca                  | 4 | 0 |

| Albacete Balompié | 0 – 3 | Córdoba CF             | Carlos Belmonte        | 25 de agosto | 20:00 | 6.604  | Pérez Pallas           | 5 | 0 |
| Cultural Leonesa  | 2 – 1 | CA Osasuna             | Reino de León          | 26 de agosto | 19:00 | 8.107  | Milla Alvendiz         | 5 | 0 |
| SD Huesca         | 2 – 0 | Lorca FC               | Estadio El Alcoraz     | 26 de agosto | 19:00 | 3.139  | Areces Franco          | 5 | 0 |
| Sevilla Atlético  | 1 – 2 | Real Valladolid        | CD José Ramón Cisneros | 26 de agosto | 20:30 | 2.035  | Pizarro Gómez          | 6 | 0 |
| Rayo Vallecano    | 2 – 2 | CD Numancia            | Campo de Vallecas      | 26 de agosto | 20:30 | 7.148  | Figueroa Vázquez       | 3 | 0 |
| UD Almería        | 1 – 1 | Real Oviedo            | Juegos Mediterráneos   | 26 de agosto | 22:30 | 6.899  | Prieto Iglesias        | 6 | 0 |
| Sporting de Gijón | 2 – 0 | CD Lugo                | El Molinón             | 27 de agosto | 19:00 | 22.926 | Valdés Aller           | 1 | 0 |
| Real Zaragoza     | 1 – 1 | Granada CF             | La Romareda            | 27 de agosto | 19:00 | 13.899 | Vicandi Garrido        | 5 | 0 |
| Cádiz CF          | 0 – 0 | AD Alcorcón            | Ramón de Carranza      | 27 de agosto | 20:00 | 14.718 | Díaz de Mera Escuderos | 7 | 0 |
| Reus Deportiu     | 1 – 1 | Gimnàstic de Tarragona | Camp Nou Municipal     | 27 de agosto | 20:30 | 4.235  | Cuadra Fernández       | 4 | 0 |
| Barça B           | 0 – 3 | CD Tenerife            | Miniestadi             | 28 de agosto | 21:00 | 2.283  | Ais Reig               | 3 | 0 |

| Granada CF             | 2 – 2 | Barça B           | Los Cármenes             | 1 de septiembre | 21:30 | 11.568 | Arcediano Monescillo | 3  | 0 |
| CD Numancia            | 1 – 0 | UD Almería        | Los Pajaritos            | 2 de septiembre | 16:00 | 2.327  | Eiriz Mata           | 7  | 0 |
| CD Lugo                | 0 – 1 | Cádiz CF          | Anxo Carro               | 2 de septiembre | 16:00 | 3.026  | Ocón Arráiz          | 4  | 0 |
| CA Osasuna             | 1 – 1 | SD Huesca         | El Sadar                 | 2 de septiembre | 18:00 | 15.114 | Sagués Oscoz         | 13 | 0 |
| Lorca FC               | 0 – 0 | Rayo Vallecano    | Francisco Artés Carrasco | 2 de septiembre | 18:00 | 5.820  | Ais Reig             | 4  | 0 |
| Gimnàstic de Tarragona | 0 – 4 | Sporting de Gijón | Nou Estadi               | 2 de septiembre | 18:00 | 5.373  | Cordero Vega         | 5  | 0 |
| Real Oviedo            | 3 – 0 | Reus Deportiu     | Carlos Tartiere          | 3 de septiembre | 18:00 | 10.312 | Varón Aceitón        | 2  | 0 |
| Sevilla Atlético       | 1 – 2 | Cultural Leonesa  | CD José Ramón Cisneros   | 3 de septiembre | 20:00 | 2.997  | Pulido Santana       | 6  | 0 |
| Real Valladolid        | 2 – 0 | CD Tenerife       | José Zorrilla            | 3 de septiembre | 20:30 | 8.300  | López Toca           | 5  | 0 |
| Córdoba CF             | 1 – 2 | Real Zaragoza     | Nuevo Arcángel           | 3 de septiembre | 21:30 | 11.216 | Moreno Aragón        | 5  | 0 |
| AD Alcorcón            | 1 – 0 | Albacete Balompié | Santo Domingo            | 4 de septiembre | 20:30 | 2.644  | De la Fuente Ramos   | 6  | 0 |

| Cádiz CF          | 2 – 0 | Gimnàstic de Tarragona | Ramón de Carranza         | 8 de septiembre  | 21:00 | 13.492 | Prieto Iglesias             | 3 | 0 |
| SD Huesca         | 0 – 0 | Sevilla Atlético       | Estadio El Alcoraz        | 9 de septiembre  | 16:00 | 3.005  | Gorostegui Fernández-Ortega | 6 | 0 |
| Sporting de Gijón | 1 – 1 | Real Oviedo            | El Molinón                | 9 de septiembre  | 18:00 | 27.506 | Cuadra Fernández            | 6 | 0 |
| Barça B           | 4 – 0 | Córdoba CF             | Miniestadi                | 9 de septiembre  | 18:00 | 2.804  | Areces Franco               | 4 | 0 |
| UD Almería        | 2 – 1 | Lorca FC               | Juegos Mediterráneos      | 9 de septiembre  | 20:00 | 7.354  | Díaz de Mera Escuderos      | 7 | 0 |
| CD Tenerife       | 2 – 2 | Granada CF             | Heliodoro Rodríguez López | 10 de septiembre | 13:00 | 13.367 | Pizarro Gómez               | 7 | 0 |
| Real Zaragoza     | 0 – 1 | AD Alcorcón            | La Romareda               | 10 de septiembre | 16:00 | 17.905 | Pérez Pallas                | 9 | 0 |
| Cultural Leonesa  | 4 – 4 | Real Valladolid        | Reino de León             | 10 de septiembre | 18:00 | 10.767 | Figueroa Vázquez            | 4 | 0 |
| Albacete Balompié | 0 – 1 | CD Lugo                | Carlos Belmonte           | 10 de septiembre | 20:00 | 6.133  | Milla Alvendiz              | 5 | 0 |
| Rayo Vallecano    | 0 – 3 | CA Osasuna             | Campo de Vallecas         | 10 de septiembre | 20:30 | 8.043  | Valdés Aller                | 6 | 0 |
| Reus Deportiu     | 1 – 0 | CD Numancia            | Camp Nou Municipal        | 11 de septiembre | 20:30 | 1.921  | Vicandi Garrido             | 5 | 0 |

| CD Lugo                | 2 – 1 | Real Zaragoza     | Anxo Carro               | 15 de septiembre | 21:00 | 3.198  | Ais Reig             | 3 | 0 |
| Real Valladolid        | 2 – 1 | Granada CF        | José Zorrilla            | 16 de septiembre | 16:00 | 8.220  | Cordero Vega         | 9 | 0 |
| Sevilla Atlético       | 0 – 0 | Rayo Vallecano    | CD José Ramón Cisneros   | 16 de septiembre | 18:00 | 2.171  | Ocón Arráiz          | 7 | 0 |
| Lorca FC               | 1 – 1 | Reus Deportiu     | Francisco Artés Carrasco | 16 de septiembre | 18:00 | 4.260  | Moreno Aragón        | 2 | 0 |
| CA Osasuna             | 2 – 1 | UD Almería        | El Sadar                 | 16 de septiembre | 20:00 | 13.773 | Varón Aceitón        | 5 | 0 |
| CD Numancia            | 3 – 0 | Sporting de Gijón | Los Pajaritos            | 16 de septiembre | 20:30 | 3.104  | Arcediano Monescillo | 2 | 1 |
| Cultural Leonesa       | 3 – 2 | SD Huesca         | Reino de León            | 17 de septiembre | 12:00 | 7.484  | López Toca           | 7 | 0 |
| AD Alcorcón            | 1 – 1 | Barça B           | Santo Domingo            | 17 de septiembre | 16:00 | 3.048  | Eiriz Mata           | 3 | 0 |
| Real Oviedo            | 1 – 0 | Cádiz CF          | Carlos Tartiere          | 17 de septiembre | 18:00 | 15.684 | De la Fuente Ramos   | 7 | 0 |
| Gimnàstic de Tarragona | 3 – 1 | Albacete Balompié | Nou Estadi               | 17 de septiembre | 18:00 | 5.664  | Pulido Santana       | 6 | 0 |
| Córdoba CF             | 2 – 0 | CD Tenerife       | Nuevo Arcángel           | 17 de septiembre | 20:00 | 10.091 | Sagués Oscoz         | 2 | 0 |

| UD Almería        | 3 – 0 | Sevilla Atlético       | Juegos Mediterráneos      | 22 de septiembre | 21:00 | 7.306  | Valdés Aller                | 4  | 0 |
| Reus Deportiu     | 0 – 0 | CA Osasuna             | Camp Nou Municipal        | 23 de septiembre | 16:00 | 3.572  | Pizarro Gómez               | 3  | 0 |
| Sporting de Gijón | 1 – 0 | Lorca FC               | El Molinón                | 23 de septiembre | 18:00 | 20.974 | Vicandi Garrido             | 3  | 0 |
| Granada CF        | 3 – 1 | Córdoba CF             | Los Cármenes              | 23 de septiembre | 18:00 | 12.050 | Prieto Iglesias             | 5  | 0 |
| CD Tenerife       | 4 – 0 | AD Alcorcón            | Heliodoro Rodríguez López | 23 de septiembre | 20:00 | 12.039 | Milla Alvendiz              | 4  | 0 |
| SD Huesca         | 1 – 0 | Real Valladolid        | Estadio El Alcoraz        | 24 de septiembre | 12:00 | 3.700  | Cuadra Fernández            | 7  | 0 |
| Rayo Vallecano    | 3 – 1 | Cultural Leonesa       | Campo de Vallecas         | 24 de septiembre | 16:00 | 9.795  | Areces Franco               | 4  | 0 |
| Albacete Balompié | 2 – 1 | Real Oviedo            | Carlos Belmonte           | 24 de septiembre | 18:00 | 7.019  | Gorostegui Fernández-Ortega | 6  | 0 |
| Cádiz CF          | 0 – 0 | CD Numancia            | Ramón de Carranza         | 24 de septiembre | 20:00 | 14.260 | Pérez Pallas                | 6  | 0 |
| Real Zaragoza     | 1 – 1 | Gimnàstic de Tarragona | La Romareda               | 24 de septiembre | 20:30 | 17.026 | Figueroa Vázquez            | 12 | 0 |
| Barça B           | 1 – 2 | CD Lugo                | Miniestadi                | 25 de septiembre | 20:30 | 1.963  | Díaz de Mera Escuderos      | 4  | 0 |

| Cultural Leonesa       | 0 – 0 | UD Almería        | Reino de León            | 29 de septiembre | 20:30 | 7.349  | Gorostegui Fernández-Ortega | 12 | 0 |
| Real Valladolid        | 4 – 1 | Córdoba CF        | José Zorrilla            | 30 de septiembre | 16:00 | 8.613  | Ocón Arráiz                 | 4  | 0 |
| CD Numancia            | 5 – 1 | Albacete Balompié | Los Pajaritos            | 30 de septiembre | 18:00 | 2.790  | Cordero Vega                | 6  | 0 |
| Lorca FC               | 3 – 0 | Cádiz CF          | Francisco Artés Carrasco | 30 de septiembre | 20:00 | 6.068  | Sagués Oscoz                | 6  | 0 |
| AD Alcorcón            | 1 – 2 | Granada CF        | Santo Domingo            | 1 de octubre     | 12:00 | 2.844  | López Toca                  | 7  | 0 |
| SD Huesca              | 2 – 1 | Rayo Vallecano    | Estadio El Alcoraz       | 1 de octubre     | 16:00 | 3.328  | Arcediano Monescillo        | 5  | 0 |
| CA Osasuna             | 2 – 0 | Sporting de Gijón | El Sadar                 | 1 de octubre     | 18:00 | 15.505 | De la Fuente Ramos          | 6  | 0 |
| CD Lugo                | 1 – 0 | CD Tenerife       | Anxo Carro               | 1 de octubre     | 18:00 | 3.724  | Moreno Aragón               | 6  | 0 |
| Sevilla Atlético       | 0 – 1 | Reus Deportiu     | CD José Ramón Cisneros   | 1 de octubre     | 20:00 | 1.454  | Eiriz Mata                  | 6  | 0 |
| Real Oviedo            | 2 – 2 | Real Zaragoza     | Carlos Tartiere          | 2 de octubre     | 21:00 | 11.279 | Pulido Santana              | 4  | 0 |
| Gimnàstic de Tarragona | 0 – 0 | Barça B           | Nou Estadi               | 1 de noviembre   | 18:00 | 6.822  | Varón Aceitón               | 4  | 0 |

| Sporting de Gijón | 3 – 0 | Sevilla Atlético       | El Molinón                | 7 de octubre | 16:00 | 20.142 | Pérez Pallas           | 4  | 0 |
| UD Almería        | 0 – 3 | SD Huesca              | Juegos Mediterráneos      | 7 de octubre | 18:00 | 7.226  | Ais Reig               | 2  | 0 |
| Reus Deportiu     | 1 – 1 | Cultural Leonesa       | Camp Nou Municipal        | 7 de octubre | 18:00 | 2.073  | Prieto Iglesias        | 5  | 0 |
| CD Tenerife       | 2 – 0 | Gimnàstic de Tarragona | Heliodoro Rodríguez López | 7 de octubre | 20:00 | 12.557 | Díaz de Mera Escuderos | 9  | 0 |
| Cádiz CF          | 0 – 2 | CA Osasuna             | Ramón de Carranza         | 7 de octubre | 20:30 | 13.160 | Cuadra Fernández       | 5  | 0 |
| Albacete Balompié | 2 – 1 | Lorca FC               | Carlos Belmonte           | 8 de octubre | 12:00 | 7.217  | Valdés Aller           | 10 | 0 |
| Rayo Vallecano    | 4 – 1 | Real Valladolid        | Campo de Vallecas         | 8 de octubre | 16:00 | 9.116  | Milla Alvendiz         | 6  | 1 |
| Barça B           | 1 – 1 | Real Oviedo            | Miniestadi                | 8 de octubre | 18:00 | 2.690  | Figueroa Vázquez       | 3  | 0 |
| Córdoba CF        | 3 – 0 | AD Alcorcón            | Nuevo Arcángel            | 8 de octubre | 18:00 | 9.514  | Vicandi Garrido        | 3  | 1 |
| Granada CF        | 2 – 0 | CD Lugo                | Los Cármenes              | 8 de octubre | 20:00 | 12.166 | Areces Franco          | 4  | 1 |
| Real Zaragoza     | 3 – 0 | CD Numancia            | La Romareda               | 8 de octubre | 20:30 | 18.487 | Pizarro Gómez          | 5  | 1 |

| SD Huesca              | 1 – 1 | Reus Deportiu     | Estadio El Alcoraz       | 10 de octubre | 20:00 | 3.217  | Cordero Vega                | 0 | 0 |
| Cultural Leonesa       | 0 – 2 | Sporting de Gijón | Reino de León            | 10 de octubre | 21:00 | 11.567 | Eiriz Mata                  | 1 | 0 |
| CD Numancia            | 1 – 0 | Barça B           | Los Pajaritos            | 11 de octubre | 20:00 | 3.276  | Sagués Oscoz                | 9 | 0 |
| Gimnàstic de Tarragona | 2 – 0 | Granada CF        | Nou Estadi               | 11 de octubre | 20:00 | 4.446  | Moreno Aragón               | 5 | 0 |
| Real Oviedo            | 1 – 1 | CD Tenerife       | Carlos Tartiere          | 11 de octubre | 21:00 | 13.267 | Ocón Arráiz                 | 7 | 0 |
| Sevilla Atlético       | 0 – 0 | Cádiz CF          | CD José Ramón Cisneros   | 11 de octubre | 22:00 | 4.663  | Prieto Iglesias             | 6 | 0 |
| Lorca FC               | 0 – 2 | Real Zaragoza     | Francisco Artés Carrasco | 11 de octubre | 22:00 | 6.236  | Gorostegui Fernández-Ortega | 4 | 0 |
| CD Lugo                | 2 – 0 | Córdoba CF        | Anxo Carro               | 12 de octubre | 16:00 | 4.239  | De la Fuente Ramos          | 2 | 0 |
| Real Valladolid        | 4 – 0 | AD Alcorcón       | José Zorrilla            | 12 de octubre | 18:00 | 9.402  | Varón Aceitón               | 2 | 0 |
| CA Osasuna             | 1 – 0 | Albacete Balompié | El Sadar                 | 12 de octubre | 20:00 | 16.292 | López Toca                  | 5 | 0 |
| Rayo Vallecano         | 1 – 0 | UD Almería        | Campo de Vallecas        | 12 de octubre | 21:00 | 8.417  | Pulido Santana              | 5 | 1 |

| Sporting de Gijón | 1 – 1 | SD Huesca              | El Molinón                | 13 de octubre | 21:00 | 21.206 | Figueroa Vázquez       | 2 | 0 |
| Cádiz CF          | 2 – 2 | Cultural Leonesa       | Ramón de Carranza         | 14 de octubre | 16:00 | 11.680 | Pizarro Gómez          | 3 | 0 |
| Barça B           | 1 – 0 | Lorca FC               | Miniestadi                | 14 de octubre | 18:00 | 1.776  | Milla Alvendiz         | 4 | 0 |
| Granada CF        | 2 – 0 | Real Oviedo            | Los Cármenes              | 14 de octubre | 18:00 | 11.704 | Ais Reig               | 3 | 0 |
| CD Tenerife       | 1 – 1 | CD Numancia            | Heliodoro Rodríguez López | 14 de octubre | 20:00 | 12.289 | Cuadra Fernández       | 8 | 1 |
| Reus Deportiu     | 0 – 2 | Rayo Vallecano         | Camp Nou Municipal        | 15 de octubre | 12:00 | 2.720  | Valdés Aller           | 7 | 0 |
| Albacete Balompié | 2 – 1 | Sevilla Atlético       | Carlos Belmonte           | 15 de octubre | 16:00 | 6.517  | Areces Franco          | 5 | 0 |
| UD Almería        | 1 – 1 | Real Valladolid        | Juegos Mediterráneos      | 15 de octubre | 18:00 | 7.260  | Vicandi Garrido        | 3 | 1 |
| Córdoba CF        | 1 – 5 | Gimnàstic de Tarragona | Nuevo Arcángel            | 15 de octubre | 20:00 | 9.672  | Pérez Pallas           | 7 | 0 |
| Real Zaragoza     | 1 – 1 | CA Osasuna             | La Romareda               | 15 de octubre | 20:30 | 22.679 | Díaz de Mera Escuderos | 5 | 1 |
| AD Alcorcón       | 0 – 1 | CD Lugo                | Santo Domingo             | 16 de octubre | 21:00 | 2.125  | Prieto Iglesias        | 4 | 0 |

| CA Osasuna             | 2 – 2 | Barça B           | El Sadar                 | 20 de octubre | 21:00 | 15.156 | Ocón Arráiz                 | 6 | 0 |
| SD Huesca              | 1 – 0 | Cádiz CF          | Estadio El Alcoraz       | 21 de octubre | 16:00 | 3.536  | Pulido Santana              | 5 | 0 |
| CD Numancia            | 1 – 3 | Granada CF        | Los Pajaritos            | 21 de octubre | 18:00 | 2.984  | Gorostegui Fernández-Ortega | 4 | 1 |
| Lorca FC               | 2 – 2 | CD Tenerife       | Francisco Artés Carrasco | 21 de octubre | 20:00 | 5.868  | De la Fuente Ramos          | 4 | 0 |
| Sevilla Atlético       | 2 – 2 | Real Zaragoza     | CD José Ramón Cisneros   | 21 de octubre | 20:30 | 1.345  | Cordero Vega                | 7 | 0 |
| Real Oviedo            | 2 – 0 | Córdoba CF        | Carlos Tartiere          | 22 de octubre | 12:00 | 12.948 | Moreno Aragón               | 7 | 0 |
| Real Valladolid        | 2 – 2 | CD Lugo           | José Zorrilla            | 22 de octubre | 16:00 | 9.356  | Arcediano Monescillo        | 9 | 1 |
| Rayo Vallecano         | 1 – 1 | Sporting de Gijón | Campo de Vallecas        | 22 de octubre | 18:00 | 10.266 | López Toca                  | 3 | 0 |
| Gimnàstic de Tarragona | 0 – 3 | AD Alcorcón       | Nou Estadi               | 22 de octubre | 18:00 | 5.021  | Eiriz Mata                  | 4 | 0 |
| UD Almería             | 0 – 1 | Reus Deportiu     | Juegos Mediterráneos     | 22 de octubre | 20:00 | 6.931  | Sagués Oscoz                | 2 | 0 |
| Cultural Leonesa       | 0 – 0 | Albacete Balompié | Reino de León            | 23 de octubre | 20:30 | 7.662  | Varón Aceitón               | 4 | 0 |

| Real Zaragoza     | 0 – 0                                                                                                   | Cultural Leonesa       | La Romareda               | 27 de octubre | 21:00 | 16.869 | Ais Reig               | 3  | 0 |
| CD Lugo           | 1 – 0                                                                                                   | Gimnàstic de Tarragona | Anxo Carro                | 28 de octubre | 16:00 | 3.450  | Valdés Aller           | 5  | 0 |
| Albacete Balompié | 0 – 0                                                                                                   | SD Huesca              | Carlos Belmonte           | 28 de octubre | 18:00 | 6.525  | Cuadra Fernández       | 3  | 0 |
| Cádiz CF          | 0 – 0 (enlace roto disponible en Internet Archive; véase el historial, la primera versión y la última). | Rayo Vallecano         | Ramón de Carranza         | 28 de octubre | 18:00 | 13.684 | Vicandi Garrido        | 3  | 0 |
| Sporting de Gijón | 2 – 0                                                                                                   | UD Almería             | El Molinón                | 28 de octubre | 20:00 | 20.987 | Prieto Iglesias        | 3  | 0 |
| Barça B           | 1 – 1                                                                                                   | Sevilla Atlético       | Miniestadi                | 29 de octubre | 12:00 | 2.491  | Pizarro Gómez          | 7  | 0 |
| Córdoba CF        | 1 – 1                                                                                                   | CD Numancia            | Nuevo Arcángel            | 29 de octubre | 16:00 | 8.165  | Díaz de Mera Escuderos | 5  | 0 |
| AD Alcorcón       | 2 – 0                                                                                                   | Real Oviedo            | Santo Domingo             | 29 de octubre | 18:00 | 3.762  | Milla Alvendiz         | 4  | 0 |
| Reus Deportiu     | 2 – 2                                                                                                   | Real Valladolid        | Camp Nou Municipal        | 29 de octubre | 20:00 | 2.138  | Pulido Santana         | 2  | 0 |
| CD Tenerife       | 0 – 0                                                                                                   | CA Osasuna             | Heliodoro Rodríguez López | 29 de octubre | 20:30 | 13.762 | Figueroa Vázquez       | 10 | 0 |
| Granada CF        | 4 – 1                                                                                                   | Lorca FC               | Los Cármenes              | 30 de octubre | 20:30 | 11.561 | Pérez Pallas           | 3  | 1 |

| CD Numancia        | 1 – 0 | AD Alcorcón            | Los Pajaritos            | 3 de noviembre | 20:30 | 2.976  | Ais Reig                    | 3 | 0 |
| Rayo Vallecano     | 1 – 1 | Albacete Balompié      | Campo de Vallecas        | 4 de noviembre | 16:00 | 8.419  | Eiriz Mata                  | 1 | 0 |
| Sevilla Atlético   | 1 – 1 | CD Tenerife            | CD José Ramón Cisneros   | 4 de noviembre | 18:00 | 1.309  | Santiago Varón Aceitón      | 7 | 1 |
| Lorca FC           | 1 – 0 | Córdoba CF             | Francisco Artés Carrasco | 4 de noviembre | 20:00 | 6.727  | López Toca                  | 1 | 0 |
| Reus Deportiu      | 1 – 0 | Sporting de Gijón      | Camp Nou Municipal       | 4 de noviembre | 20:30 | 1.548  | Ocón Arráiz                 | 2 | 0 |
| Real Oviedo        | 3 – 2 | CD Lugo                | Carlos Tartiere          | 5 de noviembre | 12:00 | 12.058 | Sagués Oscoz                | 7 | 0 |
| Cultural Leonesa   | 1 – 1 | Barça B                | Reino de León            | 5 de noviembre | 16:00 | 8.079  | Moreno Aragón               | 6 | 0 |
| Real Valladolid CF | 0 – 3 | Gimnàstic de Tarragona | José Zorrilla            | 5 de noviembre | 18:00 | 9.654  | Gorostegui Fernández-Ortega | 4 | 0 |
| CA Osasuna         | 0 – 0 | Granada CF             | El Sadar                 | 5 de noviembre | 18:00 | 15.172 | Pulido Santana              | 2 | 0 |
| UD Almería         | 0 – 2 | Cádiz CF               | Juegos Mediterráneos     | 5 de noviembre | 20:00 | 6.990  | Arcediano Monescillo        | 7 | 0 |
| SD Huesca          | 3 – 1 | Real Zaragoza          | El Alcoraz               | 6 de noviembre | 21:00 | 4.805  | de la Fuente Ramos          | 5 | 0 |

| Córdoba CF             | 0 – 1 | CA Osasuna         | Nuevo Arcángel            | 10 de noviembre | 21:00 | 7.510  | Arcediano Monescillo      | 7 | 0 |
| AD Alcorcón            | 1 – 1 | Lorca FC           | Santo Domingo             | 11 de noviembre | 13:00 | 2.306  | Cuadra Fernández          | 1 | 0 |
| Albacete Balompié      | 2 – 0 | UD Almería         | Carlos Belmonte           | 11 de noviembre | 16:00 | 6.712  | Moreno Aragón             | 6 | 1 |
| CD Tenerife            | 2 – 0 | Cultural Leonesa   | Heliodoro Rodríguez López | 11 de noviembre | 18:00 | 12.555 | Vicandi Garrido           | 3 | 0 |
| Real Zaragoza          | 3 – 2 | Rayo Vallecano     | La Romareda               | 11 de noviembre | 18:00 | 17.729 | Areces Franco             | 5 | 0 |
| Barça B                | 0 – 2 | SD Huesca          | Miniestadi                | 11 de noviembre | 19:30 | 2.482  | Valdés Aller              | 5 | 0 |
| Granada CF             | 1 – 2 | Sevilla Atlético   | Los Cármenes              | 12 de noviembre | 12:00 | 13.645 | Díaz de Mera Escuderos    | 7 | 1 |
| Gimnàstic de Tarragona | 1 – 2 | Real Oviedo        | Nou Estadi                | 12 de noviembre | 16:00 | 5.927  | Pizarro Gómez             | 8 | 1 |
| CD Lugo                | 0 – 1 | CD Numancia        | Anxo Carro                | 12 de noviembre | 18:00 | 3.674  | Luis Mario Milla Alvendiz | 4 | 0 |
| Sporting de Gijón      | 1 – 1 | Real Valladolid CF | El Molinón                | 12 de noviembre | 20:30 | 18.986 | Cordero Vega              | 8 | 0 |
| Cádiz CF               | 1 – 0 | Reus Deportiu      | Ramón de Carranza         | 13 de noviembre | 21:00 | 10.976 | Prieto Iglesias           | 5 | 0 |

| UD Almería         | 3 – 0 | Real Zaragoza          | Juegos Mediterráneos     | 17 de noviembre | 21:00 | 5.209  | Ocón Arráiz                 | 4 | 0 |
| SD Huesca          | 3 – 0 | CD Tenerife            | El Alcoraz               | 18 de noviembre | 16:00 | 4.338  | Pizarro Gómez               | 5 | 0 |
| Real Valladolid CF | 3 – 1 | Real Oviedo            | José Zorrilla            | 18 de noviembre | 18:00 | 12.386 | Eiriz Mata                  | 4 | 0 |
| Lorca FC           | 1 – 2 | CD Lugo                | Francisco Artés Carrasco | 18 de noviembre | 18:00 | 5.446  | Pulido Santana              | 7 | 0 |
| Reus Deportiu      | 1 – 1 | Albacete Balompié      | Camp Nou Municipal       | 18 de noviembre | 20:00 | 1.775  | Gorostegui Fernández-Ortega | 3 | 0 |
| CD Numancia        | 1 – 2 | Gimnàstic de Tarragona | Los Pajaritos            | 19 de noviembre | 12:00 | 3.117  | López Toca                  | 4 | 0 |
| Rayo Vallecano     | 1 – 0 | Barça B                | Campo de Vallecas        | 19 de noviembre | 16:00 | 9.016  | Ais Reig                    | 2 | 0 |
| CA Osasuna         | 2 – 3 | AD Alcorcón            | El Sadar                 | 19 de noviembre | 18:00 | 15.266 | Valdés Aller                | 8 | 1 |
| Sevilla Atlético   | 1 – 1 | Córdoba CF             | CD José Ramón Cisneros   | 19 de noviembre | 18:00 | 2.103  | Pérez Pallas                | 9 | 1 |
| Cultural Leonesa   | 1 – 1 | Granada CF             | Reino de León            | 19 de noviembre | 20:00 | 7.861  | Sagués Oscoz                | 5 | 0 |
| Sporting de Gijón  | 0 – 3 | Cádiz CF               | El Molinón               | 19 de noviembre | 20:30 | 19.794 | Díaz de Mera Escuderos      | 3 | 0 |

| CD Tenerife            | 2 – 2 | Rayo Vallecano     | Heliodoro Rodríguez López | 24 de noviembre | 21:00 | 11.040 | de la Fuente Ramos     | 6 | 1 |
| Cádiz CF               | 1 – 0 | Real Valladolid CF | Ramón de Carranza         | 25 de noviembre | 16:00 | 12.971 | Moreno Aragón          | 5 | 1 |
| Gimnàstic de Tarragona | 0 – 2 | Lorca FC           | Nou Estadi                | 25 de noviembre | 18:00 | 5.419  | Figueroa Vázquez       | 7 | 0 |
| Real Oviedo            | 3 – 1 | CD Numancia        | Carlos Tartiere           | 25 de noviembre | 18:00 | 12.268 | Prieto Iglesias        | 5 | 0 |
| AD Alcorcón            | 0 – 0 | Sevilla Atlético   | Santo Domingo             | 25 de noviembre | 20:00 |        | Eiriz Mata             | 9 | 3 |
| Real Zaragoza          | 0 – 0 | Reus Deportiu      | La Romareda               | 25 de noviembre | 20:30 | 14.943 | Arcediano Monescillo   | 4 | 0 |
| Barça B                | 1 – 1 | UD Almería         | Miniestadi                | 26 de noviembre | 12:00 | 2.124  | Cordero Vega           | 7 | 1 |
| Granada CF             | 2 – 0 | SD Huesca          | Los Cármenes              | 26 de noviembre | 16:00 | 14.047 | Vicandi Garrido        | 6 | 1 |
| Córdoba CF             | 2 – 2 | Cultural Leonesa   | Nuevo Arcángel            | 26 de noviembre | 18:00 | 9.335  | Cuadra Fernández       | 1 | 1 |
| CD Lugo                | 1 – 0 | CA Osasuna         | Anxo Carro                | 26 de noviembre | 18:00 | 4.664  | Areces Franco          | 8 | 0 |
| Albacete Balompié      | 2 – 2 | Sporting de Gijón  | Carlos Belmonte           | 26 de noviembre | 20:00 | 7.833  | Santiago Varón Aceitón | 4 | 0 |

| SD Huesca          | 3 – 1 | Córdoba CF             | El Alcoraz               | 2 de diciembre | 16:00 | 3.560  | Ais Reig                    | 2 | 0 |
| Rayo Vallecano     | 1 – 0 | Granada CF             | Campo de Vallecas        | 2 de diciembre | 18:00 | 8.162  | Santiago Varón Aceitón      | 4 | 0 |
| Reus Deportiu      | 2 – 1 | Barça B                | Camp Nou Municipal       | 2 de diciembre | 18:00 | 2.353  | Figueroa Vázquez            | 3 | 0 |
| Lorca FC           | 0 – 2 | Real Oviedo            | Francisco Artés Carrasco | 2 de diciembre | 20:00 | 5.180  | Díaz de Mera                | 9 | 0 |
| Cultural Leonesa   | 2 – 2 | AD Alcorcón            | Reino de León            | 3 de diciembre | 12:00 | 6.809  | Ocón Arráiz                 | 5 | 0 |
| Real Valladolid CF | 2 – 3 | CD Numancia            | José Zorrilla            | 3 de diciembre | 16:00 | 8.571  | Areces Franco               | 4 | 1 |
| Sevilla Atlético   | 1 – 1 | CD Lugo                | CD José Ramón Cisneros   | 3 de diciembre | 18:00 | 919    | Gorostegui Fernández-Ortega | 5 | 0 |
| Cádiz CF           | 2 – 0 | Albacete Balompié      | Ramón de Carranza        | 3 de diciembre | 18:00 | 13.974 | Valdés Aller                | 4 | 0 |
| UD Almería         | 2 – 1 | CD Tenerife            | Juegos Mediterráneos     | 3 de diciembre | 20:00 | 5.796  | Pérez Pallas                | 4 | 0 |
| Sporting de Gijón  | 0 – 1 | Real Zaragoza          | El Molinón               | 3 de diciembre | 20:30 | 15.980 | López Toca                  | 4 | 0 |
| CA Osasuna         | 0 – 2 | Gimnàstic de Tarragona | El Sadar                 | 18 de enero    | 19:00 | 12.254 | Luis Mario Milla Alvendiz   | 4 | 0 |

| Granada CF             | 3 – 2 | UD Almería         | Los Cármenes              | 8 de diciembre  | 18:00 | 12.577 | López Toca      | 3 | 0 |
| Barça B                | 2 – 1 | Sporting de Gijón  | Miniestadi                | 8 de diciembre  | 21:00 | 1.699  | Moreno Aragón   | 3 | 1 |
| Albacete Balompié      | 2 – 1 | Real Valladolid CF | Carlos Belmonte           | 9 de diciembre  | 16:00 | 5.705  | Ais Reig        | 4 | 0 |
| AD Alcorcón            | 1 – 1 | SD Huesca          | Santo Domingo             | 9 de diciembre  | 18:00 | 2.806  | Pérez Pallas    | 7 | 0 |
| CD Numancia            | 1 – 0 | Lorca FC           | Los Pajaritos             | 9 de diciembre  | 20:00 | 2.174  | Pizarro Gómez   | 5 | 0 |
| Real Zaragoza          | 0 – 2 | Cádiz CF           | La Romareda               | 9 de diciembre  | 20:30 | 14.199 | Cordero Vega    | 6 | 2 |
| Córdoba CF             | 2 – 2 | Rayo Vallecano     | Nuevo Arcángel            | 10 de diciembre | 12:00 | 7.297  | Pulido Santana  | 2 | 0 |
| CD Lugo                | 3 – 1 | Cultural Leonesa   | Anxo Carro                | 10 de diciembre | 16:00 | 3.041  | Díaz de Mera    | 4 | 0 |
| Gimnàstic de Tarragona | 2 – 1 | Sevilla Atlético   | Nou Estadi                | 10 de diciembre | 18:00 | 4.941  | Prieto Iglesias | 4 | 0 |
| Real Oviedo            | 1 – 0 | CA Osasuna         | Carlos Tartiere           | 10 de diciembre | 18:00 | 12.014 | Vicandi Garrido | 3 | 0 |
| CD Tenerife            | 3 – 0 | Reus Deportiu      | Heliodoro Rodríguez López | 10 de diciembre | 20:00 | 10.814 | Areces Franco   | 3 | 0 |

| Cádiz CF           | 3 – 1 | Barça B                | Ramón de Carranza      | 15 de diciembre | 21:00 | 11.319 | de la Fuente Ramos          | 6 | 0 |
| CA Osasuna         | 2 – 2 | CD Numancia            | El Sadar               | 16 de diciembre | 16:00 | 12.447 | Arcediano Monescillo        | 5 | 0 |
| Reus Deportiu      | 0 – 0 | Granada CF             | Camp Nou Municipal     | 16 de diciembre | 18:00 | 1.991  | Díaz de Mera                | 5 | 0 |
| Real Valladolid CF | 3 – 0 | Lorca FC               | José Zorrilla          | 16 de diciembre | 18:00 | 6.680  | Santiago Varón Aceitón      | 4 | 0 |
| UD Almería         | 1 – 0 | Córdoba CF             | Juegos Mediterráneos   | 16 de diciembre | 20:00 | 5.166  | Gorostegui Fernández-Ortega | 5 | 0 |
| Albacete Balompié  | 0 – 0 | Real Zaragoza          | Carlos Belmonte        | 16 de diciembre | 20:30 | 5.446  | Eiriz Mata                  | 3 | 0 |
| Sevilla Atlético   | 0 – 1 | Real Oviedo            | CD José Ramón Cisneros | 17 de diciembre | 12:00 | 1.217  | Valdés Aller                | 4 | 1 |
| SD Huesca          | 3 – 0 | CD Lugo                | El Alcoraz             | 17 de diciembre | 16:00 | 4.595  | López Toca                  | 6 | 0 |
| Cultural Leonesa   | 2 – 0 | Gimnàstic de Tarragona | Reino de León          | 17 de diciembre | 18:00 | 6.833  | Areces Franco               | 4 | 0 |
| Sporting de Gijón  | 3 – 0 | CD Tenerife            | El Molinón             | 17 de diciembre | 18:00 | 20.013 | Luis Mario Milla Alvendiz   | 6 | 1 |
| Rayo Vallecano     | 2 – 1 | AD Alcorcón            | Campo de Vallecas      | 17 de diciembre | 20:00 | 8.208  | Figueroa Vázquez            | 3 | 0 |

| Barça B                | 0 – 1 | Albacete Balompié | Miniestadi                | 19 de diciembre | 20:00 | 1.327  | Pérez Pallas                | 7  | 0 |
| Real Valladolid CF     | 3 – 2 | Real Zaragoza     | José Zorrilla             | 19 de diciembre | 21:00 | 5.559  | Vicandi Garrido             | 4  | 0 |
| Lorca FC               | 0 – 1 | CA Osasuna        | Francisco Artés Carrasco  | 20 de diciembre | 20:00 | 4.832  | Ocón Arráiz                 | 6  | 0 |
| Granada CF             | 2 – 1 | Sporting de Gijón | Los Cármenes              | 20 de diciembre | 21:00 | 9.737  | Pizarro Gómez               | 4  | 0 |
| Córdoba CF             | 5 – 0 | Reus Deportiu     | Nuevo Arcángel            | 20 de diciembre | 21:00 | 4.781  | Valdés Aller                | 4  | 0 |
| CD Numancia            | 3 – 0 | Sevilla Atlético  | Los Pajaritos             | 21 de diciembre | 20:00 | 2.739  | Moreno Aragón               | 3  | 1 |
| CD Tenerife            | 1 – 1 | Cádiz CF          | Heliodoro Rodríguez López | 21 de diciembre | 21:00 | 10.864 | Ais Reig                    | 3  | 0 |
| CD Lugo                | 1 – 2 | Rayo Vallecano    | Anxo Carro                | 22 de diciembre | 20:00 | 4.095  | Prieto Iglesias             | 10 | 2 |
| AD Alcorcón            | 2 – 0 | UD Almería        | Santo Domingo             | 22 de diciembre | 21:00 | 1.796  | Arcediano Monescillo        | 2  | 0 |
| Gimnàstic de Tarragona | 1 – 2 | SD Huesca         | Nou Estadi                | 23 de diciembre | 16:00 | 5.239  | Gorostegui Fernández-Ortega | 5  | 0 |
| Real Oviedo            | 3 – 0 | Cultural Leonesa  | Carlos Tartiere           | 23 de diciembre | 18:00 | 18.608 | Figueroa Vázquez            | 0  | 0 |

| Sporting de Gijón | 3 – 2 | Córdoba CF             | El Molinón             | 6 de enero | 16:00 | 16.120 | Santiago Varón Aceitón    | 3 | 0 |
| Rayo Vallecano    | 2 – 3 | Gimnàstic de Tarragona | Campo de Vallecas      | 6 de enero | 18:00 | 6.416  | Cordero Vega              | 8 | 0 |
| Cádiz CF          | 1 – 0 | Granada CF             | Ramón de Carranza      | 6 de enero | 18:00 | 10.909 | Eiriz Mata                | 6 | 1 |
| Reus Deportiu     | 1 – 1 | AD Alcorcón            | Camp Nou Municipal     | 6 de enero | 20:00 | 1.703  | Luis Mario Milla Alvendiz | 4 | 1 |
| Real Zaragoza     | 1 – 1 | Barça B                | La Romareda            | 6 de enero | 20:30 | 10.148 | Prieto Iglesias           | 4 | 0 |
| Sevilla Atlético  | 3 – 2 | Lorca FC               | CD José Ramón Cisneros | 7 de enero | 12:00 | 564    | Sagués Oscoz              | 8 | 0 |
| CA Osasuna        | 4 – 2 | Real Valladolid CF     | El Sadar               | 7 de enero | 12:00 | 9.787  | Díaz de Mera              | 9 | 0 |
| Albacete Balompié | 1 – 2 | CD Tenerife            | Carlos Belmonte        | 7 de enero | 16:00 | 6.325  | de la Fuente Ramos        | 8 | 1 |
| Cultural Leonesa  | 2 – 2 | CD Numancia            | Reino de León          | 7 de enero | 18:00 | 6.907  | Pulido Santana            | 1 | 0 |
| SD Huesca         | 1 – 1 | Real Oviedo            | El Alcoraz             | 7 de enero | 18:00 | 4.282  | Moreno Aragón             | 4 | 0 |
| UD Almería        | 1 – 0 | CD Lugo                | Juegos Mediterráneos   | 7 de enero | 20:00 | 4.928  | Areces Franco             | 8 | 1 |

| Rayo Vallecano    | 2 – 2 | Real Oviedo            | Campo de Vallecas      | 12 de enero | 21:00 | 9.057  | Pérez Pallas                | 9 | 1 |
| Barça B           | 0 – 1 | Real Valladolid CF     | Miniestadi             | 13 de enero | 16:00 | 1.643  | Ocón Arráiz                 | 5 | 0 |
| Sporting de Gijón | 3 – 0 | AD Alcorcón            | El Molinón             | 13 de enero | 18:00 | 19.306 | Gorostegui Fernández-Ortega | 3 | 0 |
| UD Almería        | 1 – 1 | Gimnàstic de Tarragona | Juegos Mediterráneos   | 13 de enero | 18:00 | 6.046  | Pizarro Gómez               | 4 | 0 |
| Reus Deportiu     | 0 – 1 | CD Lugo                | Camp Nou Municipal     | 13 de enero | 20:00 | 1.822  | Ais Reig                    | 7 | 0 |
| Real Zaragoza     | 1 – 0 | CD Tenerife            | La Romareda            | 13 de enero | 20:30 | 12.279 | Cuadra Fernández            | 3 | 0 |
| SD Huesca         | 2 – 1 | CD Numancia            | El Alcoraz             | 14 de enero | 12:00 | 4.418  | Santiago Varón Aceitón      | 7 | 0 |
| Cádiz CF          | 2 – 0 | Córdoba CF             | Ramón de Carranza      | 14 de enero | 16:00 | 12.568 | Arcediano Monescillo        | 5 | 0 |
| Albacete Balompié | 2 – 1 | Granada CF             | Carlos Belmonte        | 14 de enero | 18:00 | 5.891  | Valdés Aller                | 6 | 0 |
| Cultural Leonesa  | 2 – 1 | Lorca FC               | Reino de León          | 14 de enero | 18:00 | 6.608  | Cordero Vega                | 9 | 0 |
| Sevilla Atlético  | 0 – 1 | CA Osasuna             | CD José Ramón Cisneros | 14 de enero | 20:00 | 893    | López Toca                  | 1 | 0 |

| Granada CF             | 2 – 1 | Real Zaragoza     | Los Cármenes              | 19 de enero | 21:00 | 10.579 | Arcediano Monescillo      | 5 | 0 |
| Real Valladolid CF     | 1 – 0 | Sevilla Atlético  | José Zorrilla             | 20 de enero | 16:00 | 13.523 | Cuadra Fernández          | 8 | 0 |
| Córdoba CF             | 1 – 0 | Albacete Balompié | Nuevo Arcángel            | 20 de enero | 18:00 | 12.700 | Pizarro Gómez             | 2 | 0 |
| Real Oviedo            | 2 – 1 | UD Almería        | Carlos Tartiere           | 20 de enero | 18:00 | 15.144 | Díaz de Mera              | 8 | 0 |
| Lorca FC               | 2 – 3 | SD Huesca         | Francisco Artés Carrasco  | 20 de enero | 20:00 | 4.910  | Areces Franco             | 9 | 1 |
| CD Lugo                | 3 – 1 | Sporting de Gijón | Anxo Carro                | 20 de enero | 20:30 | 6.498  | Figueroa Vázquez          | 3 | 0 |
| AD Alcorcón            | 1 – 0 | Cádiz CF          | Santo Domingo             | 21 de enero | 12:00 | 3.873  | Santiago Varón Aceitón    | 3 | 1 |
| CA Osasuna             | 2 – 1 | Cultural Leonesa  | El Sadar                  | 21 de enero | 16:00 | 13.781 | Moreno Aragón             | 4 | 0 |
| Gimnàstic de Tarragona | 1 – 2 | Reus Deportiu     | Nou Estadi                | 21 de enero | 18:00 | 11.266 | de la Fuente Ramos        | 6 | 0 |
| CD Numancia            | 0 – 0 | Rayo Vallecano    | Los Pajaritos             | 21 de enero | 18:00 | 3.961  | Luis Mario Milla Alvendiz | 3 | 0 |
| CD Tenerife            | 1 – 3 | Barça B           | Heliodoro Rodríguez López | 21 de enero | 20:00 | 13.079 | Valdés Aller              | 6 | 0 |

| Real Zaragoza     | 1 – 0 | Córdoba CF             | La Romareda               | 26 de enero | 21:00 | 12.429 | Sagués Oscoz                | 3 | 0 |
| Barça B           | 3 – 0 | Granada CF             | Miniestadi                | 27 de enero | 16:00 | 2.561  | López Toca                  | 3 | 0 |
| Reus Deportiu     | 0 – 0 | Real Oviedo            | Camp Nou Municipal        | 27 de enero | 18:00 | 2.373  | Prieto Iglesias             | 5 | 0 |
| Rayo Vallecano    | 5 – 1 | Lorca FC               | Campo de Vallecas         | 27 de enero | 18:00 | 7.994  | Gorostegui Fernández-Ortega | 1 | 0 |
| Albacete Balompié | 2 – 0 | AD Alcorcón            | Carlos Belmonte           | 27 de enero | 20:00 | 5.692  | Pulido Santana              | 8 | 0 |
| Cádiz CF          | 1 – 1 | CD Lugo                | Ramón de Carranza         | 27 de enero | 20:30 | 11.944 | Ocón Arráiz                 | 4 | 0 |
| Cultural Leonesa  | 2 – 1 | Sevilla Atlético       | Reino de León             | 28 de enero | 12:00 | 7.307  | Vicandi Garrido             | 4 | 1 |
| Sporting de Gijón | 2 – 0 | Gimnàstic de Tarragona | El Molinón                | 28 de enero | 16:00 | 21.206 | Ais Reig                    | 4 | 0 |
| UD Almería        | 0 – 0 | CD Numancia            | Juegos Mediterráneos      | 28 de enero | 18:00 | 5.177  | Cordero Vega                | 5 | 0 |
| SD Huesca         | 1 – 0 | CA Osasuna             | El Alcoraz                | 28 de enero | 18:00 | 4.896  | Eiriz Mata                  | 7 | 0 |
| CD Tenerife       | 0 – 0 | Real Valladolid CF     | Heliodoro Rodríguez López | 28 de enero | 20:00 | 9.815  | Pérez Pallas                | 7 | 0 |

| CA Osasuna             | 1 – 1 | Rayo Vallecano    | El Sadar                 | 2 de febrero | 21:00 | 11.185 | Cuadra Fernández          | 2  | 0 |
| Gimnàstic de Tarragona | 0 – 0 | Cádiz CF          | Nou Estadi               | 3 de febrero | 16:00 | 6.088  | Valdés Aller              | 6  | 0 |
| AD Alcorcón            | 1 – 1 | Real Zaragoza     | Santo Domingo            | 3 de febrero | 18:00 | 3.122  | Areces Franco             | 4  | 0 |
| Real Valladolid CF     | 3 – 2 | Cultural Leonesa  | José Zorrilla            | 3 de febrero | 18:00 | 11.853 | Luis Mario Milla Alvendiz | 10 | 0 |
| Lorca FC               | 1 – 2 | UD Almería        | Francisco Artés Carrasco | 3 de febrero | 20:00 | 4.982  | Pérez Pallas              | 8  | 0 |
| Granada CF             | 2 – 1 | CD Tenerife       | Los Cármenes             | 3 de febrero | 20:30 | 9.361  | Díaz de Mera              | 8  | 0 |
| CD Lugo                | 1 – 1 | Albacete Balompié | Anxo Carro               | 4 de febrero | 12:00 | 3.097  | Sagués Oscoz              | 8  | 0 |
| Sevilla Atlético       | 0 – 1 | SD Huesca         | CD José Ramón Cisneros   | 4 de febrero | 16:00 | 740    | Ais Reig                  | 6  | 0 |
| Real Oviedo            | 2 – 1 | Sporting de Gijón | Carlos Tartiere          | 4 de febrero | 18:00 | 26.638 | López Toca                | 6  | 0 |
| CD Numancia            | 1 – 0 | Reus Deportiu     | Los Pajaritos            | 4 de febrero | 18:00 | 2.702  | Figueroa Vázquez          | 2  | 0 |
| Córdoba CF             | 1 – 2 | Barça B           | Nuevo Arcángel           | 4 de febrero | 20:00 | 17.547 | Moreno Aragón             | 8  | 0 |

| Granada CF        | 1 – 0 | Real Valladolid CF     | Los Cármenes              | 9 de febrero  | 21:00 | 9.072  | Gorostegui Fernández-Ortega | 10 | 0 |
| Sporting de Gijón | 2 – 0 | CD Numancia            | El Molinón                | 10 de febrero | 16:00 | 18.103 | Pizarro Gómez               | 8  | 0 |
| Barça B           | 0 – 1 | AD Alcorcón            | Miniestadi                | 10 de febrero | 18:00 | 1.692  | Prieto Iglesias             | 6  | 0 |
| Cádiz CF          | 2 – 1 | Real Oviedo            | Ramón de Carranza         | 10 de febrero | 18:00 | 14.579 | Pulido Santana              | 7  | 1 |
| UD Almería        | 0 – 1 | CA Osasuna             | Juegos Mediterráneos      | 10 de febrero | 20:00 | 5.477  | Santiago Varón Aceitón      | 5  | 0 |
| Albacete Balompié | 0 – 1 | Gimnàstic de Tarragona | Carlos Belmonte           | 11 de febrero | 12:00 | 6.509  | Vicandi Garrido             | 9  | 0 |
| SD Huesca         | 1 – 0 | Cultural Leonesa       | El Alcoraz                | 11 de febrero | 16:00 | 4.577  | Ocón Arráiz                 | 6  | 0 |
| Reus Deportiu     | 3 – 0 | Lorca FC               | Camp Nou Municipal        | 11 de febrero | 18:00 | 2.120  | Eiriz Mata                  | 5  | 0 |
| Rayo Vallecano    | 2 – 0 | Sevilla Atlético       | Campo de Vallecas         | 11 de febrero | 18:00 | 8.196  | Arcediano Monescillo        | 4  | 0 |
| CD Tenerife       | 5 – 1 | Córdoba CF             | Heliodoro Rodríguez López | 11 de febrero | 20:00 | 10.207 | Cordero Vega                | 7  | 0 |
| Real Zaragoza     | 2 – 0 | CD Lugo                | La Romareda               | 11 de febrero | 20:30 | 12.541 | de la Fuente Ramos          | 4  | 0 |

| Real Valladolid CF     | 3 – 2 | SD Huesca         | José Zorrilla            | 16 de febrero | 21:00 | 11.700 | Pizarro Gómez             | 3 | 1 |
| CA Osasuna             | 0 – 0 | Reus Deportiu     | El Sadar                 | 17 de febrero | 16:00 | 13.267 | Vicandi Garrido           | 3 | 0 |
| AD Alcorcón            | 1 – 1 | CD Tenerife       | Santo Domingo            | 17 de febrero | 18:00 | 2.965  | Sagués Oscoz              | 5 | 0 |
| Real Oviedo            | 0 – 0 | Albacete Balompié | Carlos Tartiere          | 17 de febrero | 18:00 | 17.682 | Valdés Aller              | 4 | 0 |
| Lorca FC               | 0 – 0 | Sporting de Gijón | Francisco Artés Carrasco | 17 de febrero | 20:00 | 4.065  | Luis Mario Milla Alvendiz | 2 | 0 |
| Gimnàstic de Tarragona | 0 – 2 | Real Zaragoza     | Nou Estadi               | 17 de febrero | 20:30 | 6.477  | Pérez Pallas              | 6 | 0 |
| Sevilla Atlético       | 0 – 3 | UD Almería        | CD José Ramón Cisneros   | 18 de febrero | 12:00 | 993    | Areces Franco             | 5 | 0 |
| Córdoba CF             | 1 – 2 | Granada CF        | Nuevo Arcángel           | 18 de febrero | 16:00 | 16.970 | de la Fuente Ramos        | 4 | 0 |
| CD Numancia            | 1 – 0 | Cádiz CF          | Los Pajaritos            | 18 de febrero | 18:00 | 3.170  | Cuadra Fernández          | 2 | 0 |
| Cultural Leonesa       | 2 – 3 | Rayo Vallecano    | Reino de León            | 18 de febrero | 18:00 | 7.625  | Figueroa Vázquez          | 1 | 0 |
| CD Lugo                | 1 – 2 | Barça B           | Anxo Carro               | 18 de febrero | 20:00 | 4.099  | Cordero Vega              | 7 | 0 |

| Sporting de Gijón | 2 – 0 | CA Osasuna             | El Molinón                | 23 de febrero | 21:00 | 18.884 | Arcediano Monescillo | 7 | 0 |
| Barça B           | 1 – 1 | Gimnàstic de Tarragona | Miniestadi                | 24 de febrero | 16:00 | 3.678  | Figueroa Vázquez     | 3 | 0 |
| UD Almería        | 2 – 1 | Cultural Leonesa       | Juegos Mediterráneos      | 24 de febrero | 18:00 | 7.024  | Eiriz Mata           | 6 | 0 |
| Rayo Vallecano    | 3 – 0 | SD Huesca              | Campo de Vallecas         | 24 de febrero | 18:00 | 12.014 | Pulido Santana       | 3 | 0 |
| Cádiz CF          | 0 – 0 | Lorca FC               | Ramón de Carranza         | 24 de febrero | 20:00 | 11.846 | Ais Reig             | 4 | 0 |
| Córdoba CF        | 2 – 1 | Real Valladolid CF     | Nuevo Arcángel            | 25 de febrero | 12:00 | 14.670 | Prieto Iglesias      | 6 | 1 |
| Real Zaragoza     | 2 – 1 | Real Oviedo            | La Romareda               | 25 de febrero | 16:00 | 20.607 | Vicandi Garrido      | 4 | 0 |
| Granada CF        | 2 – 0 | AD Alcorcón            | Los Cármenes              | 25 de febrero | 18:00 | 12.191 | Varón Aceitón        | 2 | 0 |
| Albacete Balompié | 1 – 0 | CD Numancia            | Carlos Belmonte           | 25 de febrero | 18:00 | 7.631  | Ocón Arráiz          | 6 | 0 |
| Reus Deportiu     | 2 – 0 | Sevilla Atlético       | Camp Nou Municipal        | 25 de febrero | 18:00 | 2.806  | Sagués Oscoz         | 7 | 0 |
| CD Tenerife       | 3 – 1 | CD Lugo                | Heliodoro Rodríguez López | 26 de febrero | 20:00 | 9.310  | Moreno Aragón        | 6 | 0 |

| Real Oviedo            | 0 – 0 | Barça B           | Carlos Tartiere          | 2 de marzo | 21:00 | 12.750 | Luis Mario Milla Alvendiz   | 5 | 0 |
| CD Numancia            | 1 – 2 | Real Zaragoza     | Los Pajaritos            | 3 de marzo | 16:00 | 6.601  | Cordero Vega                | 5 | 0 |
| CA Osasuna             | 1 – 0 | Cádiz CF          | El Sadar                 | 3 de marzo | 18:00 | 14.543 | López Toca                  | 9 | 0 |
| Cultural Leonesa       | 2 – 0 | Reus Deportiu     | Reino de León            | 3 de marzo | 18:00 | 9.541  | Cuadra Fernández            | 7 | 0 |
| CD Lugo                | 2 – 1 | Granada CF        | Anxo Carro               | 3 de marzo | 20:00 | 3.059  | Pizarro Gómez               | 4 | 0 |
| Lorca FC               | 1 – 2 | Albacete Balompié | Francisco Artés Carrasco | 4 de marzo | 12:00 | 4.555  | Santiago Varón Aceitón      | 3 | 0 |
| Gimnàstic de Tarragona | 1 – 2 | CD Tenerife       | Nou Estadi               | 4 de marzo | 16:00 | 4.723  | Areces Franco               | 6 | 0 |
| AD Alcorcón            | 1 – 2 | Córdoba CF        | Santo Domingo            | 4 de marzo | 18:00 | 2.842  | Valdés Aller                | 5 | 0 |
| Sevilla Atlético       | 0 – 1 | Sporting de Gijón | CD José Ramón Cisneros   | 4 de marzo | 18:00 | 651    | Prieto Iglesias             | 5 | 0 |
| Real Valladolid CF     | 1 – 1 | Rayo Vallecano    | José Zorrilla            | 4 de marzo | 18:00 | 10.221 | Díaz de Mera                | 8 | 0 |
| SD Huesca              | 2 – 2 | UD Almería        | El Alcoraz               | 4 de marzo | 20:00 | 4.572  | Gorostegui Fernández-Ortega | 7 | 2 |

| CD Tenerife       | 3 – 1 | Real Oviedo            | Heliodoro Rodríguez López | 9 de marzo  | 21:00 | 14.600 | Eiriz Mata           | 7  | 0 |
| Granada CF        | 0 – 1 | Gimnàstic de Tarragona | Los Cármenes              | 10 de marzo | 16:00 | 8.435  | Pulido Santana       | 6  | 0 |
| AD Alcorcón       | 0 – 0 | Real Valladolid CF     | Santo Domingo             | 10 de marzo | 18:00 | 2.160  | Vicandi Garrido      | 1  | 0 |
| UD Almería        | 0 – 1 | Rayo Vallecano         | Juegos Mediterráneos      | 10 de marzo | 18:00 | 7.130  | Pérez Pallas         | 11 | 0 |
| Cádiz CF          | 4 – 1 | Sevilla Atlético       | Ramón de Carranza         | 10 de marzo | 20:00 | 8.758  | Ocón Arráiz          | 1  | 0 |
| Real Zaragoza     | 3 – 1 | Lorca FC               | La Romareda               | 11 de marzo | 12:00 | 23.903 | Moreno Aragón        | 3  | 1 |
| Barça B           | 2 – 2 | CD Numancia            | Miniestadi                | 11 de marzo | 16:00 | 2.172  | Ais Reig             | 3  | 0 |
| Córdoba CF        | 1 – 0 | CD Lugo                | Nuevo Arcángel            | 11 de marzo | 18:00 | 15.588 | Arcediano Monescillo | 9  | 0 |
| Albacete Balompié | 0 – 0 | CA Osasuna             | Carlos Belmonte           | 11 de marzo | 18:00 | 7.081  | Figueroa Vázquez     | 9  | 0 |
| Sporting de Gijón | 4 – 0 | Cultural Leonesa       | El Molinón                | 11 de marzo | 18:00 | 25.186 | Sagués Oscoz         | 5  | 0 |
| Reus Deportiu     | 0 – 0 | SD Huesca              | Camp Nou Municipal        | 11 de marzo | 20:00 | 2.891  | de la Fuente Ramos   | 5  | 0 |

| Sevilla Atlético       | 1 – 2 | Albacete Balompié | CD José Ramón Cisneros   | 16 de marzo | 21:00 | 409    | Vicandi Garrido        | 3 | 1 |
| CA Osasuna             | 1 – 2 | Real Zaragoza     | El Sadar                 | 17 de marzo | 16:00 | 14.967 | Varón Aceitón          | 6 | 0 |
| CD Lugo                | 2 – 1 | AD Alcorcón       | Anxo Carro               | 17 de marzo | 18:00 | 3.338  | Areces Franco          | 6 | 0 |
| Lorca FC               | 1 – 1 | Barça B           | Francisco Artés Carrasco | 17 de marzo | 18:00 | 3.742  | Cuadra Fernández       | 3 | 0 |
| Cultural Leonesa       | 0 – 1 | Cádiz CF          | Reino de León            | 17 de marzo | 20:00 | 8.159  | Moreno Aragón          | 5 | 0 |
| Real Valladolid CF     | 2 – 1 | UD Almería        | José Zorrilla            | 18 de marzo | 12:00 | 11.617 | Ais Reig               | 4 | 0 |
| Rayo Vallecano         | 3 – 2 | Reus Deportiu     | Campo de Vallecas        | 18 de marzo | 16:00 | 8.716  | Milla Alvendiz         | 4 | 0 |
| Gimnàstic de Tarragona | 0 – 2 | Córdoba CF        | Nou Estadi               | 18 de marzo | 18:00 | 7.247  | Díaz de Mera Escuderos | 9 | 0 |
| Real Oviedo            | 2 – 1 | Granada CF        | Carlos Tartiere          | 18 de marzo | 18:00 | 14.258 | Arcediano Monescillo   | 6 | 1 |
| CD Numancia            | 2 – 0 | CD Tenerife       | Los Pajaritos            | 18 de marzo | 20:00 | 2.645  | Prieto Iglesias        | 5 | 0 |
| SD Huesca              | 0 – 2 | Sporting de Gijón | El Alcoraz               | 19 de marzo | 21:00 | 4.283  | Pérez Pallas           | 5 | 0 |

| Albacete Balompié | 0 – 0 | Cultural Leonesa       | Carlos Belmonte           | 24 de marzo | 13:00 | 6.154  | López Toca                  | 4 | 0 |
| CD Lugo           | 0 – 0 | Real Valladolid CF     | Anxo Carro                | 24 de marzo | 16:00 | 3.644  | Cuadra Fernández            | 6 | 0 |
| Córdoba CF        | 1 – 1 | Real Oviedo            | Nuevo Arcángel            | 24 de marzo | 18:00 | 18.008 | Gorostegui Fernández-Ortega | 7 | 0 |
| Reus Deportiu     | 1 – 0 | UD Almería             | Camp Nou Municipal        | 24 de marzo | 20:00 | 3.420  | Valdés Aller                | 5 | 0 |
| Sporting de Gijón | 1 – 0 | Rayo Vallecano         | El Molinón                | 24 de marzo | 20:45 | 21.705 | Eiriz Mata                  | 3 | 0 |
| AD Alcorcón       | 1 – 0 | Gimnàstic de Tarragona | Santo Domingo             | 25 de marzo | 12:00 | 2.320  | de la Fuente Ramos          | 5 | 0 |
| Real Zaragoza     | 0 – 1 | Sevilla Atlético       | La Romareda               | 25 de marzo | 16:00 | 22.600 | Pulido Santana              | 5 | 0 |
| Barça B           | 0 – 2 | CA Osasuna             | Miniestadi                | 25 de marzo | 18:00 | 5.592  | Sagués Oscoz                | 8 | 0 |
| CD Tenerife       | 2 – 0 | Lorca FC               | Heliodoro Rodríguez López | 25 de marzo | 20:00 | 15.133 | Ocón Arráiz                 | 4 | 0 |
| Granada CF        | 1 – 0 | CD Numancia            | Los Cármenes              | 25 de marzo | 20:30 | 9.663  | Moreno Aragón               | 5 | 0 |
| Cádiz CF          | 1 – 1 | SD Huesca              | Ramón de Carranza         | 26 de marzo | 21:00 | 15.709 | Cordero Vega                | 3 | 0 |

| Cultural Leonesa       | 0 – 1 | Real Zaragoza     | Reino de León            | 31 de marzo | 16:00 | 9.710  | Luis Mario Milla Alvendiz | 10 | 0 |
| CD Numancia            | 2 – 1 | Córdoba CF        | Los Pajaritos            | 31 de marzo | 16:00 | 2.961  | Pulido Santana            | 3  | 0 |
| Real Oviedo            | 0 – 1 | AD Alcorcón       | Carlos Tartiere          | 31 de marzo | 18:00 | 13.318 | Cuadra Fernández          | 7  | 0 |
| Real Valladolid CF     | 1 – 0 | Reus Deportiu     | José Zorrilla            | 31 de marzo | 18:00 | 7.759  | Pérez Pallas              | 7  | 0 |
| Sevilla Atlético       | 3 – 1 | Barça B           | CD José Ramón Cisneros   | 1 de abril  | 12:00 | 989    | Pizarro Gómez             | 5  | 0 |
| Lorca FC               | 3 – 2 | Granada CF        | Francisco Artés Carrasco | 1 de abril  | 16:00 | 3.842  | Ais Reig                  | 2  | 0 |
| CA Osasuna             | 0 – 1 | CD Tenerife       | El Sadar                 | 1 de abril  | 16:00 | 12.843 | Valdés Aller              | 4  | 0 |
| Rayo Vallecano         | 1 – 1 | Cádiz CF          | Campo de Vallecas        | 1 de abril  | 18:00 | 12.122 | Vicandi Garrido           | 2  | 0 |
| UD Almería             | 1 – 3 | Sporting de Gijón | Juegos Mediterráneos     | 1 de abril  | 18:00 | 7.501  | Díaz de Mera              | 9  | 0 |
| Gimnàstic de Tarragona | 3 – 0 | CD Lugo           | Nou Estadi               | 1 de abril  | 20:00 | 5.211  | Figueroa Vázquez          | 5  | 0 |
| SD Huesca              | 0 – 0 | Albacete Balompié | El Alcoraz               | 12 de abril | 20:00 | 4.550  | Prieto Iglesias           | 6  | 0 |

| Cádiz CF               | 0 – 0 | UD Almería         | Ramón de Carranza         | 6 de abril | 21:00 | 13.523 | Sagués Oscoz                | 4 | 0 |
| Barça B                | 0 – 1 | Cultural Leonesa   | Miniestadi                | 7 de abril | 16:00 | 2.507  | Gorostegui Fernández-Ortega | 9 | 0 |
| Granada CF             | 1 – 1 | CA Osasuna         | Los Cármenes              | 7 de abril | 16:00 | 11.327 | López Toca                  | 3 | 0 |
| AD Alcorcón            | 0 – 1 | CD Numancia        | Santo Domingo             | 7 de abril | 18:00 | 2.453  | Cordero Vega                | 6 | 0 |
| Real Zaragoza          | 1 – 0 | SD Huesca          | La Romareda               | 7 de abril | 18:00 | 28.917 | Eiriz Mata                  | 3 | 0 |
| Albacete Balompié      | 0 – 1 | Rayo Vallecano     | Carlos Belmonte           | 7 de abril | 20:00 | 5.528  | Santiago Varón Aceitón      | 4 | 0 |
| Gimnàstic de Tarragona | 1 – 0 | Real Valladolid CF | Nou Estadi                | 8 de abril | 12:00 | 6.307  | Arcediano Monescillo        | 9 | 0 |
| CD Lugo                | 0 – 1 | Real Oviedo        | Anxo Carro                | 8 de abril | 16:00 | 5.383  | Moreno Aragón               | 8 | 2 |
| Córdoba CF             | 1 – 0 | Lorca FC           | Nuevo Arcángel            | 8 de abril | 18:00 | 16.596 | Areces Franco               | 8 | 1 |
| Sporting de Gijón      | 2 – 1 | Reus Deportiu      | El Molinón                | 8 de abril | 18:00 | 22.762 | Ocón Arráiz                 | 4 | 0 |
| CD Tenerife            | 2 – 0 | Sevilla Atlético   | Heliodoro Rodríguez López | 8 de abril | 20:00 | 19.123 | de la Fuente Ramos          | 6 | 0 |

| Reus Deportiu      | 1 – 0 | Cádiz CF               | Camp Nou Municipal       | 14 de abril | 16:00 | 2.966  | Areces Franco          | 7  | 0 |
| CD Numancia        | 2 – 0 | CD Lugo                | Los Pajaritos            | 14 de abril | 18:00 | 4.301  | Santiago Varón Aceitón | 4  | 0 |
| Lorca FC           | 1 – 1 | AD Alcorcón            | Francisco Artés Carrasco | 14 de abril | 18:00 | 2.860  | Valdés Aller           | 7  | 0 |
| Cultural Leonesa   | 3 – 2 | CD Tenerife            | Reino de León            | 14 de abril | 20:00 | 8.138  | Pérez Pallas           | 8  | 0 |
| CA Osasuna         | 1 – 1 | Córdoba CF             | El Sadar                 | 15 de abril | 12:00 | 14.045 | de la Fuente Ramos     | 12 | 1 |
| UD Almería         | 1 – 1 | Albacete Balompié      | Juegos Mediterráneos     | 15 de abril | 16:00 | 6.876  | Pulido Santana         | 0  | 0 |
| Real Valladolid CF | 0 – 1 | Sporting de Gijón      | José Zorrilla            | 15 de abril | 16:00 | 14.184 | Cordero Vega           | 7  | 0 |
| Sevilla Atlético   | 0 – 0 | Granada CF             | CD José Ramón Cisneros   | 15 de abril | 18:00 | 1.104  | Cuadra Fernández       | 3  | 0 |
| Rayo Vallecano     | 2 – 1 | Real Zaragoza          | Campo de Vallecas        | 15 de abril | 18:00 | 11.951 | Figueroa Vázquez       | 3  | 0 |
| Real Oviedo        | 1 – 0 | Gimnàstic de Tarragona | Carlos Tartiere          | 15 de abril | 20:00 | 15.681 | Prieto Iglesias        | 12 | 0 |
| SD Huesca          | 2 – 1 | Barça B                | El Alcoraz               | 16 de abril | 21:00 | 4.248  | Arcediano Monescillo   | 7  | 0 |

| Real Oviedo            | 1 – 2 | Real Valladolid CF | Carlos Tartiere           | 20 de abril | 21:00 | 17.008 | Eiriz Mata                  | 5  | 0 |
| Córdoba CF             | 3 – 0 | Sevilla Atlético   | Nuevo Arcángel            | 20 de abril | 21:00 | 17.357 | López Toca                  | 8  | 0 |
| Gimnàstic de Tarragona | 0 – 0 | CD Numancia        | Nou Estadi                | 21 de abril | 16:00 | 6.412  | Sagués Oscoz                | 6  | 0 |
| Real Zaragoza          | 2 – 1 | UD Almería         | La Romareda               | 21 de abril | 16:00 | 20.706 | Ocón Arráiz                 | 4  | 0 |
| CD Tenerife            | 2 – 4 | SD Huesca          | Heliodoro Rodríguez López | 21 de abril | 18:00 | 14.790 | Díaz de Mera                | 11 | 0 |
| Albacete Balompié      | 0 – 1 | Reus Deportiu      | Carlos Belmonte           | 21 de abril | 18:00 | 6.334  | Moreno Aragón               | 4  | 0 |
| AD Alcorcón            | 0 – 0 | CA Osasuna         | Santo Domingo             | 22 de abril | 12:00 | 3.186  | Ais Reig                    | 5  | 0 |
| Barça B                | 2 – 3 | Rayo Vallecano     | Miniestadi                | 22 de abril | 16:00 | 3.313  | Luis Mario Milla Alvendiz   | 6  | 0 |
| CD Lugo                | 1 – 1 | Lorca FC           | Anxo Carro                | 22 de abril | 18:00 | 3.288  | Vicandi Garrido             | 5  | 0 |
| Cádiz CF               | 0 – 0 | Sporting de Gijón  | Ramón de Carranza         | 22 de abril | 18:00 | 15.623 | Gorostegui Fernández-Ortega | 2  | 0 |
| Granada CF             | 3 – 3 | Cultural Leonesa   | Los Cármenes              | 22 de abril | 20:00 | 11.753 | Pizarro Gómez               | 4  | 1 |

| Reus Deportiu      | 1 – 1 | Real Zaragoza          | Camp Nou Municipal       | 27 de abril | 21:00 | 3.820  | Cuadra Fernández       | 16 | 0 |
| UD Almería         | 1 – 0 | Barça B                | Juegos Mediterráneos     | 28 de abril | 16:00 | 10.422 | Areces Franco          | 7  | 0 |
| Real Valladolid CF | 1 – 1 | Cádiz CF               | José Zorrilla            | 28 de abril | 16:00 | 13.375 | Ocón Arráiz            | 5  | 0 |
| CA Osasuna         | 1 – 1 | CD Lugo                | El Sadar                 | 28 de abril | 18:00 | 12.087 | Sagués Oscoz           | 4  | 0 |
| Sevilla Atlético   | 1 – 0 | AD Alcorcón            | CD José Ramón Cisneros   | 28 de abril | 18:00 | 461    | Vicandi Garrido        | 5  | 0 |
| SD Huesca          | 2 – 1 | Granada CF             | El Alcoraz               | 28 de abril | 20:00 | 4.579  | Valdés Aller           | 8  | 0 |
| CD Numancia        | 3 – 0 | Real Oviedo            | Los Pajaritos            | 29 de abril | 12:00 | 5.003  | Pérez Pallas           | 5  | 0 |
| Sporting de Gijón  | 2 – 1 | Albacete Balompié      | El Molinón               | 29 de abril | 16:00 | 23.287 | Figueroa Vázquez       | 6  | 0 |
| Cultural Leonesa   | 2 – 1 | Córdoba CF             | Reino de León            | 29 de abril | 18:00 | 11.689 | Prieto Iglesias        | 7  | 0 |
| Rayo Vallecano     | 3 – 1 | CD Tenerife            | Campo de Vallecas        | 29 de abril | 18:00 | 10.037 | Cordero Vega           | 3  | 0 |
| Lorca FC           | 1 – 0 | Gimnàstic de Tarragona | Francisco Artés Carrasco | 29 de abril | 20:00 | 2.125  | Santiago Varón Aceitón | 8  | 1 |

| AD Alcorcón            | 0 – 0 | Cultural Leonesa   | Santo Domingo             | 4 de mayo | 21:00 | 3.559  | Areces Franco               | 6 | 0 |
| CD Numancia            | 0 – 1 | Real Valladolid CF | Los Pajaritos             | 5 de mayo | 16:00 | 6.008  | Díaz de Mera                | 4 | 0 |
| Córdoba CF             | 2 – 4 | SD Huesca          | Nuevo Arcángel            | 5 de mayo | 16:00 | 15.300 | Pérez Pallas                | 5 | 0 |
| Barça B                | 0 – 1 | Reus Deportiu      | Miniestadi                | 5 de mayo | 18:00 | 2.757  | Pulido Santana              | 3 | 0 |
| Real Zaragoza          | 2 – 1 | Sporting de Gijón  | La Romareda               | 5 de mayo | 18:00 | 26.472 | Ais Reig                    | 4 | 0 |
| CD Tenerife            | 0 – 0 | UD Almería         | Heliodoro Rodríguez López | 5 de mayo | 20:00 | 11.378 | Santiago Varón Aceitón      | 5 | 0 |
| Gimnàstic de Tarragona | 0 – 2 | CA Osasuna         | Nou Estadi                | 6 de mayo | 12:00 | 5.627  | Cuadra Fernández            | 4 | 0 |
| Real Oviedo            | 2 – 0 | Lorca FC           | Carlos Tartiere           | 6 de mayo | 16:00 | 11.068 | López Toca                  | 4 | 1 |
| CD Lugo                | 1 – 0 | Sevilla Atlético   | Anxo Carro                | 6 de mayo | 18:00 | 3.071  | Gorostegui Fernández-Ortega | 2 | 0 |
| Albacete Balompié      | 1 – 1 | Cádiz CF           | Carlos Belmonte           | 6 de mayo | 18:00 | 7.015  | Cordero Vega                | 7 | 0 |
| Granada CF             | 0 – 2 | Rayo Vallecano     | Los Cármenes              | 7 de mayo | 21:00 | 11.243 | Eiriz Mata                  | 3 | 0 |

| Lorca FC           | 2 – 1 | CD Numancia            | Francisco Artés Carrasco | 11 de mayo | 21:00 | 2.234  | Moreno Aragón        | 3  | 0 |
| Sporting de Gijón  | 2 – 3 | Barça B                | El Molinón               | 12 de mayo | 16:00 | 21.358 | Prieto Iglesias      | 7  | 1 |
| Real Valladolid CF | 3 – 2 | Albacete Balompié      | José Zorrilla            | 12 de mayo | 16:00 | 11.537 | Pizarro Gómez        | 6  | 0 |
| CA Osasuna         | 2 – 1 | Real Oviedo            | El Sadar                 | 12 de mayo | 20:30 | 13.707 | Arcediano Monescillo | 10 | 0 |
| Reus Deportiu      | 1 – 1 | CD Tenerife            | Camp Nou Municipal       | 12 de mayo | 20:30 | 2.208  | Valdés Aller         | 3  | 1 |
| Cultural Leonesa   | 1 – 1 | CD Lugo                | Reino de León            | 13 de mayo | 12:00 | 9.331  | Pulido Santana       | 8  | 0 |
| SD Huesca          | 1 – 1 | AD Alcorcón            | El Alcoraz               | 13 de mayo | 16:00 | 5.029  | Eiriz Mata           | 4  | 0 |
| Sevilla Atlético   | 1 – 0 | Gimnàstic de Tarragona | CD José Ramón Cisneros   | 13 de mayo | 18:00 | 731    | Areces Franco        | 1  | 0 |
| Rayo Vallecano     | 1 – 2 | Córdoba CF             | Campo de Vallecas        | 13 de mayo | 18:00 | 12.395 | Ocón Arráiz          | 6  | 0 |
| UD Almería         | 2 – 0 | Granada CF             | Juegos Mediterráneos     | 13 de mayo | 20:00 | 9.314  | Sagués Oscoz         | 6  | 0 |
| Cádiz CF           | 2 – 0 | Real Zaragoza          | Ramón de Carranza        | 14 de mayo | 21:00 | 13.764 | Vicandi Garrido      | 5  | 1 |

| CD Tenerife            | 1 – 0 | Sporting de Gijón  | Heliodoro Rodríguez López | 18 de mayo | 21:00 | 8.123  | Cuadra Fernández            | 2  | 0 |
| Real Oviedo            | 2 – 1 | Sevilla Atlético   | Carlos Tartiere           | 19 de mayo | 16:00 | 11.607 | Ocón Arráiz                 | 6  | 0 |
| Gimnàstic de Tarragona | 5 – 3 | Cultural Leonesa   | Nou Estadi                | 19 de mayo | 16:00 | 9.329  | Vicandi Garrido             | 11 | 0 |
| Lorca FC               | 1 – 5 | Real Valladolid CF | Francisco Artés Carrasco  | 19 de mayo | 20:30 | 2.344  | Cordero Vega                | 3  | 0 |
| Granada CF             | 1 – 0 | Reus Deportiu      | Los Cármenes              | 19 de mayo | 20:30 | 6.068  | Ais Reig                    | 1  | 0 |
| Barça B                | 3 – 1 | Cádiz CF           | Miniestadi                | 20 de mayo | 12:00 | 4.201  | Pérez Pallas                | 5  | 0 |
| CD Numancia            | 1 – 1 | CA Osasuna         | Los Pajaritos             | 20 de mayo | 16:00 | 6.903  | Varón Aceitón               | 6  | 0 |
| AD Alcorcón            | 4 – 0 | Rayo Vallecano     | Santo Domingo             | 20 de mayo | 18:00 | 4.247  | Gorostegui Fernández-Ortega | 5  | 0 |
| Real Zaragoza          | 4 – 1 | Albacete Balompié  | Carlos Belmonte           | 20 de mayo | 18:00 | 23.827 | Sagués Oscoz                | 5  | 0 |
| Córdoba CF             | 2 – 0 | UD Almería         | Nuevo Arcángel            | 20 de mayo | 20:00 | 18.933 | Pulido Santana              | 9  | 1 |
| CD Lugo                | 0 – 2 | SD Huesca          | Anxo Carro                | 21 de mayo | 21:00 | 3.198  | López Toca                  | 6  | 0 |

| CA Osasuna        | 1 – 0 | Lorca FC               | El Sadar               | 27 de mayo | 20:30 | 14.616 | de la Fuente Ramos   | 2  | 0 |
| Sevilla Atlético  | 2 – 1 | CD Numancia            | CD José Ramón Cisneros | 27 de mayo | 20:30 | 783    | Pulido Santana       | 7  | 0 |
| Cultural Leonesa  | 2 – 0 | Real Oviedo            | Reino de León          | 27 de mayo | 20:30 | 12.354 | Eiriz Mata           | 10 | 0 |
| SD Huesca         | 0 – 1 | Gimnàstic de Tarragona | El Alcoraz             | 27 de mayo | 20:30 | 5.261  | Sagués Oscoz         | 6  | 1 |
| Rayo Vallecano    | 1 – 0 | CD Lugo                | Campo de Vallecas      | 27 de mayo | 20:30 | 13.840 | Figueroa Vázquez     | 7  | 0 |
| UD Almería        | 0 – 0 | AD Alcorcón            | Juegos Mediterráneos   | 27 de mayo | 20:30 | 12.678 | Prieto Iglesias      | 3  | 0 |
| Reus Deportiu     | 1 – 2 | Córdoba CF             | Camp Nou Municipal     | 27 de mayo | 20:30 | 3.820  | Cuadra Fernández     | 3  | 0 |
| Sporting de Gijón | 2 – 1 | Granada CF             | El Molinón             | 27 de mayo | 20:30 | 19.846 | Díaz de Mera         | 3  | 0 |
| Cádiz CF          | 1 – 1 | CD Tenerife            | Ramón de Carranza      | 27 de mayo | 20:30 | 16.705 | Moreno Aragón        | 3  | 0 |
| Albacete Balompié | 0 – 0 | Barça B                | Carlos Belmonte        | 27 de mayo | 20:30 | 12.556 | Areces Franco        | 4  | 0 |
| Real Zaragoza     | 3 – 2 | Real Valladolid CF     | La Romareda            | 27 de mayo | 20:30 | 22.740 | Arcediano Monescillo | 6  | 1 |

| Lorca FC               | 2 – 1 | Sevilla Atlético  | Francisco Artés Carrasco  | 1 de junio | 21:00 | 1.492  | Valdés Aller     | 0  | 0 |
| Real Valladolid CF     | 2 – 0 | CA Osasuna        | José Zorrilla             | 2 de junio | 20:30 | 22.287 | Vicandi Garrido  | 10 | 1 |
| CD Numancia            | 2 – 1 | Cultural Leonesa  | Los Pajaritos             | 2 de junio | 20:30 | 5.005  | Cuadra Fernández | 4  | 0 |
| Real Oviedo            | 2 – 1 | SD Huesca         | Carlos Tartiere           | 2 de junio | 20:30 | 10.418 | Pizarro Gómez    | 9  | 0 |
| Gimnàstic de Tarragona | 2 – 0 | Rayo Vallecano    | Nou Estadi                | 2 de junio | 20:30 | 11.853 | Ais Reig         | 3  | 1 |
| CD Lugo                | 1 – 1 | UD Almería        | Anxo Carro                | 2 de junio | 20:30 | 2.923  | Cordero Vega     | 4  | 0 |
| AD Alcorcón            | 3 – 0 | Reus Deportiu     | Santo Domingo             | 2 de junio | 20:30 | 3.073  | Pérez Pallas     | 5  | 0 |
| Córdoba CF             | 3 – 0 | Sporting de Gijón | Nuevo Arcángel            | 2 de junio | 20:30 | 20.306 | López Toca       | 4  | 0 |
| Granada CF             | 2 – 1 | Cádiz CF          | Los Cármenes              | 2 de junio | 20:30 | 7.844  | Ocón Arráiz      | 4  | 1 |
| CD Tenerife            | 1 – 1 | Albacete Balompié | Heliodoro Rodríguez López | 2 de junio | 20:30 | 7.937  | Eiriz Mata       | 2  | 0 |
| Barça B                | 0 – 2 | Real Zaragoza     | Miniestadi                | 2 de junio | 20:30 | 3.995  | Moreno Aragón    | 3  | 0 |

| Rayo Vallecano (1º)          |  | SD Huesca (2º) |
| Ascienden a Primera División |  |                |

## Promoción de ascenso a Primera División
|  | Semifinales            | Semifinales         | Semifinales         |   |                      | Final            | Final            | Final            |  |
|  | 6/7 - 9/10 de junio    | 6/7 - 9/10 de junio | 6/7 - 9/10 de junio |   |                      | 13 - 17 de junio | 13 - 17 de junio | 13 - 17 de junio |  |
|  |                        |                     |                     |   |                      |                  |                  |                  |  |
|  |                        |                     |                     |   |                      |                  |                  |                  |  |
|  | Sporting de Gijón (4º) | 1                   | 1                   |   |                      |                  |                  |                  |  |
|  | Sporting de Gijón (4º) | 1                   | 1                   |   |                      |                  |                  |                  |  |
|  | Real Valladolid (5º)   | 3                   | 2                   |   |                      |                  |                  |                  |  |
|  | Real Valladolid (5º)   | 3                   | 2                   |   | Real Valladolid (5º) | 3                | 1                |                  |  |
|  |                        |                     |                     |   | Real Valladolid (5º) | 3                | 1                |                  |  |
|  |                        |                     | C. D. Numancia (6º) | 0 | 1                    |                  |                  |                  |  |
|  | Real Zaragoza (3º)     | 1                   | C. D. Numancia (6º) | 0 | 1                    | 1                |                  |                  |  |
|  | Real Zaragoza (3º)     | 1                   |                     |   |                      | 1                |                  |                  |  |
|  | C. D. Numancia (6º)    | 1                   | 2                   |   |                      |                  |                  |                  |  |
|  | C. D. Numancia (6º)    | 1                   | 2                   |   |                      |                  |                  |                  |  |
|  |                        |                     |                     |   |                      |                  |                  |                  |  |

### Semifinales

#### Real Zaragoza-C. D. Numancia
| Ida; 6 de junio de 2018, 20:30 | C. D. Numancia | 1:1 (1:1) | Real Zaragoza | Los Pajaritos, Soria                                                   |                                                                        |
|                                | Guillermo 5'   | Reporte   | 4' Zapater    | Asistencia: 7.827 espectadores Árbitro(s): Gorostegui Fernández-Ortega | Asistencia: 7.827 espectadores Árbitro(s): Gorostegui Fernández-Ortega |

| Vuelta; 9 de junio de 2018, 18:00 | Real Zaragoza      | 1:2 (0:0) (Global 2:3) | C. D. Numancia                     | Estadio de La Romareda, Zaragoza                         |                                                          |
|                                   | Mikel González 79' | Reporte                | - 64' Iñigo Pérez - 90+1' Diamanka | Asistencia: 29.699 espectadores Árbitro(s): Cordero Vega | Asistencia: 29.699 espectadores Árbitro(s): Cordero Vega |

| Pasa a la final C. D. Numancia |

#### Sporting de Gijón-Real Valladolid
| Ida; 7 de junio de 2018, 20:30 | Real Valladolid                      | 3:1 (3:0) | Sporting de Gijón | Estadio José Zorrilla, Valladolid                        |                                                          |
|                                | Calero 29' · Hervías 35' · Jordi 37' | Reporte   | 70' Jony          | Asistencia: 23.801 espectadores Árbitro(s): Díaz de Mera | Asistencia: 23.801 espectadores Árbitro(s): Díaz de Mera |

| Vuelta; 10 de junio de 2018, 20:30 | Sporting de Gijón | 1:2 (0:2) (Global 2:5) | Real Valladolid                  | Estadio El Molinón, Gijón                                |                                                          |
|                                    | Carmona 68'       | Reporte                | 23' Jaime Mata · 31' Óscar Plano | Asistencia: 24.178 espectadores Árbitro(s): Sagués Oscoz | Asistencia: 24.178 espectadores Árbitro(s): Sagués Oscoz |

| Pasa a la final Real Valladolid |

### Final

#### Real Valladolid-C. D. Numancia
| Ida; 13 de junio de 2018, 20:30 | C. D. Numancia | 0:3 (0:1) | Real Valladolid                                   | Los Pajaritos, Soria                                       |                                                            |
|                                 |                | Reporte   | - 36' Kiko Olivas - 58' Hervías - 67' Óscar Plano | Asistencia: 8.069 espectadores Árbitro(s): Prieto Iglesias | Asistencia: 8.069 espectadores Árbitro(s): Prieto Iglesias |

| Vuelta; 16 de junio de 2018, 20:30 | Real Valladolid  | 1:1 (0:0) (Global 4:1) | C. D. Numancia     | Estadio José Zorrilla, Valladolid                            |                                                              |
|                                    | Jaime Mata 90+3' | Reporte                | 87' Manu del Moral | Asistencia: 24.211 espectadores Árbitro(s): Cuadra Fernández | Asistencia: 24.211 espectadores Árbitro(s): Cuadra Fernández |

| Asciende a Primera División Real Valladolid |

## Estadísticas
A continuación, se detallan las listas con los máximos goleadores y los mayores asistentes de Segunda División, de acuerdo con los datos oficiales de la Liga Nacional de Fútbol Profesional.

### Anotaciones
- Primer gol de la temporada: Lorca F.C. 2 - 0 Cultural y Deportiva Leonesa (Eugeni).

- Último gol de la temporada: Jaime Mata (Real Valladolid 1-1 CD Numancia)

- Gol más rápido: Córdoba C.F. 1 - 2 Cádiz C.F. (Barral)

- Gol más tardío: Real Valladolid 1 - 1 C.D. Numancia (Jaime Mata)

- Mayor número de goles marcados en un partido: 8 (Cultural y Deportiva Leonesa  4-4 Real Valladolid)

- Mayor victoria de local: Córdoba C.F. 5-0 Reus Deportiu

- Mayor victoria de visitante: Lorca F.C. 1-5 Real Valladolid

| Pos.           | Jugador           | Club            | Goles |
| -------------- | ----------------- | --------------- | ----- |
| 1.ª            | Jaime Mata        | Real Valladolid | 33    |
| 2.ª            | Raúl de Tomás     | Rayo Vallecano  | 24    |
| 3.ª            | Borja Iglesias    | Real Zaragoza   | 22    |
| 3.ª            | Sergi Guardiola   | Córdoba CF      | 22    |
| 5.ª            | Michael Santos    | Sporting        | 17    |
| 6.ª            | «Cucho» Hernández | SD Huesca       | 16    |
| 6.ª            | Gonzalo Melero    | SD Huesca       | 16    |
| 8.ª            | Darwin Machís     | Granada CF      | 14    |
| 9.ª            | Samuele Longo     | CD Tenerife     | 12    |
| 9.ª            | Oscar Trejo       | Rayo Vallecano  | 12    |
| Fuente: LaLiga |                   |                 |       |

| Pos.              | Jugador           | Equipo      | GE | Partidos | Cociente |
| ----------------- | ----------------- | ----------- | -- | -------- | -------- |
| 1.º               | Alberto Cifuentes | Cádiz C.F.  | 23 | 39       | 0.59     |
| 2.º               | Sergio Herrera    | CA Osasuna  | 29 | 39       | 0.74     |
| 3.º               | Diego Mariño      | Sporting    | 32 | 38       | 0.84     |
| 4.º               | Aitor Fernández   | CD Numancia | 35 | 38       | 0.92     |
| 5.º               | Tomeu Nadal       | Albacete    | 35 | 37       | 0.95     |
| Fuente: Marca.com |                   |             |    |          |          |

### Tripletes o más
A continuación se detallan los tripletes conseguidos a lo largo de la temporada.
| Fecha      | Jugador             | Goles | Local          | Resultado | Visitante       | Rep. |
| ---------- | ------------------- | ----- | -------------- | --------- | --------------- | ---- |
| 30-10-2017 | Darwin Machís       |       | Granada        | 4-1       | Lorca           |      |
| 20-12-2017 | Sergio Guardiola    |       | Córdoba        | 5-0       | Reus Deportiu   |      |
| 21-01-2018 | Carles Pérez        |       | Tenerife       | 1-3       | Barcelona "B"   |      |
| 27-01-2018 | Raúl de Tomás       |       | Rayo Vallecano | 5-1       | Lorca           |      |
| 18-02-2018 | Raúl de Tomás       |       | Leonesa        | 2-3       | Rayo Vallecano  |      |
| 18-03-2018 | Raúl de Tomás       |       | Rayo Vallecano | 3-2       | Reus Deportiu   |      |
| 19-05-2018 | Jaime Mata          |       | Lorca          | 1-5       | Real Valladolid |      |
| 20-05-2018 | Giorgi Papunashvili |       | Real Zaragoza  | 4-1       | Albacete        |      |
| 27-05-2018 | Borja Iglesias      |       | Real Zaragoza  | 3-2       | Real Valladolid |      |

### Mejor jugador del mes
| Jugador del mes \| Mes \| Jugador \| Equipo \| Ref. \| \| ---------- \| --------------------- \| ----------------- \| ----- \| \| Septiembre \| Jaime Mata \| Real Valladolid \| [108] \| \| Octubre \| Borja Iglesias \| Real Zaragoza \| [109] \| \| Noviembre \| Juan Camilo Hernández \| SD Huesca \| [110] \| \| Diciembre \| Carlos Hernández \| Real Oviedo \| [111] \| \| Enero \| Juan Carlos Marín \| CD Lugo \| [112] \| \| Febrero \| Raúl de Tomás \| Rayo Vallecano \| [113] \| \| Marzo \| Jony Rodríguez \| Sporting de Gijón \| [114] \| \| Abril \| Raúl de Tomás \| Rayo Vallecano \| [115] \| \| Mayo \| \| \| \| |                       |                   |         |
| Mes | Jugador               | Equipo            | Ref.    |
| Septiembre | Jaime Mata            | Real Valladolid   | [ 108 ] |
| Octubre | Borja Iglesias        | Real Zaragoza     | [ 109 ] |
| Noviembre | Juan Camilo Hernández | SD Huesca         | [ 110 ] |
| Diciembre | Carlos Hernández      | Real Oviedo       | [ 111 ] |
| Enero | Juan Carlos Marín     | CD Lugo           | [ 112 ] |
| Febrero | Raúl de Tomás         | Rayo Vallecano    | [ 113 ] |
| Marzo | Jony Rodríguez        | Sporting de Gijón | [ 114 ] |
| Abril | Raúl de Tomás         | Rayo Vallecano    | [ 115 ] |
| Mayo |                       |                   |         |